# 石黒荘

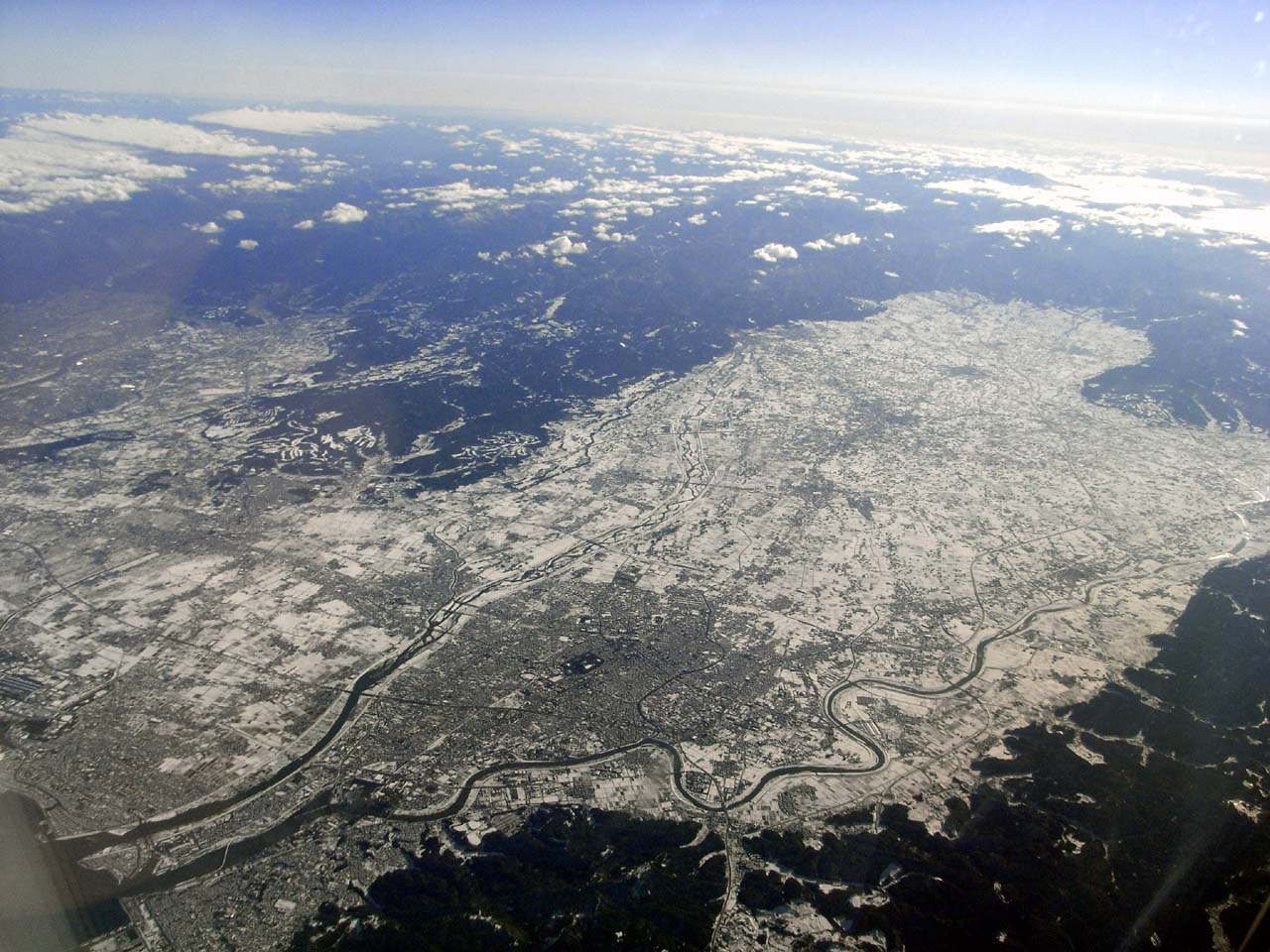
砺波平野の航空写真。画像右上の平野最南端部に石黒荘は位置していた。

石黒荘（いしくろのしょう）とは、越中国砺波郡南西部（現在の富山県南砺市平野部一帯）に存在した荘園。
もとは後三条天皇の御願寺たる円宗寺の荘園であったが、円宗寺の衰微に伴って仁和寺菩提院・醍醐寺遍智院等に分割領有された。鎌倉時代から室町時代にかけて小矢部川水運を通じて放生津湊（現新湊港）と結びつき経済的に繁栄したが、戦国時代に一向一揆による支配が進んだことによって実態を失った。
石黒荘の範囲は旧西礪波郡福光町一帯を中心として、旧東砺波郡城端町・井口村・福野町中西部にまで及び、現在の南砺市平野部の大部分に相当する。鎌倉時代以後は「十郷」から成るとされ、石黒上郷・中郷・下郷で1荘、山田郷・弘瀬郷で1荘、吉江郷・太海郷・院林郷・直海郷・大光寺郷で1荘の、「石黒三箇荘」とも呼ばれていた。

## 歴史

### 石黒荘の成立

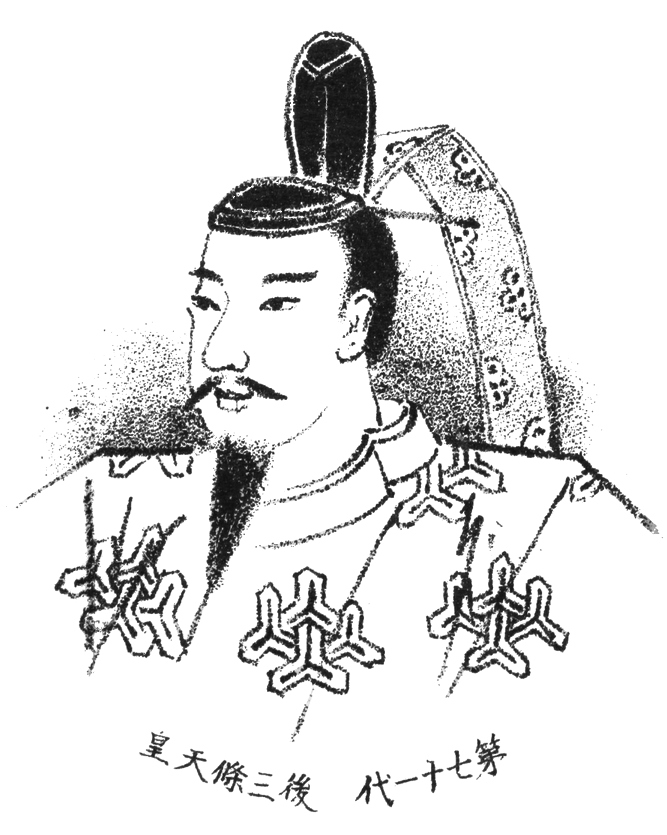
後三条天皇の肖像画

石黒荘は後三条天皇の御願寺として建立された円明寺（のち円宗寺と改称）の法会料所として、1078年（承暦2年）8月23日に白河天皇の意を受けた宣旨によって成立した。後三条天皇は財政再建策として延久の荘園整理令を実施した人物であり、円宗寺はその政策推進の象徴として1070年（延久2年）に造営されていた。後三条天皇の死により改革は挫折したが、死後に円宗寺で法華会（1072年/延久4年10月25日開始）・最勝会（1082年/永保2年2月19日開始）の両会を始めるための法会料所として石黒荘が設置されたと伝えられている。もっとも、白河天皇は当初こそ後三条天皇の路線を受け継いでいたが、1086年（応徳3年）に天皇位を譲り院政を始めてからは独自路線を進んだ。このため後三条天皇政策の象徴たる円宗寺も後盾を失って徐々に力を失ってしまい、このような経緯が後の石黒荘の経営不安定化・分割領有に繋がったと考えられている。
一方、石黒荘の成立した越中国砺波郡は古代より地方豪族である利波臣一族が強い影響力を有しており、特に奈良時代には般若荘（現砺波市東部）に大荘園を築いて東大寺造営時に寄進したことなどで知られている。石黒荘の成立とともに登場する石黒一族について、その出自については諸説あるが、利波臣一族の末裔であるとする説が有力である。ただし、「越中石黒系図」には石黒権大夫光久なる人物が加賀の林貞光の娘を娶って「藤原氏と改めた（改藤原氏）」との記述があり、現存するほとんどの石黒氏系図では藤原利仁を始祖とする藤原氏を称している。石黒荘設立に石黒一族がどう関わったかについては全く記録が残っていないが、これは後に石黒一族が木曽義仲や承久の乱の宮方についたことにより敗者として記録を失ったためで、石黒荘と石黒一族は本来は密接な関係を有していたと想定される。
円宗寺の衰退によって不安定な状態にあった石黒荘は、後白河院政の頃から分割統治化が進められ、まず山田郷・弘瀬郷が円宗寺に隣接する仁和寺菩提院の行遍に引き継がれた。また院林郷・太海郷は仁和寺とも縁のある成賢により醍醐寺遍智院に受け継がれたようで、成賢が清浄光院再建にあてた「越州両庄上分」とはまさに院林・太海両郷を指すと考えられる。仁和寺菩提院の行遍は後白河院の息女宣陽門院の庇護を受けており、醍醐寺遍智院の成賢も宣陽門院と密接な関係を有していたことから、これらの伝領は後白河院・宣陽門院の意を受けて行われたようである。また、石黒荘の設立経緯から特に鎮護国家の祈祷を行う寺院が選ばれて石黒荘の領家職を委ねられたとも指摘されている。恐らく石黒三郷（上郷・中郷・下郷）は石黒氏が直接管理したとみられ、それ以外の吉江郷・直海郷・大光寺郷については後白河院政期に記録がないが、石黒荘の分割領有の流れは鎌倉時代に入って以後も受け継がれることとなる。

### 源平合戦から承久の乱まで
鎌倉時代の半ば、1278年（弘安元年）に弘瀬郷の地頭職にかかる争論が和解を遂げ、和解のため作成された和与状（関東下知状）が現存している。この史料には治承・寿永の内乱期から鎌倉時代半ばに至る弘瀬郷の領有状況が克明に記載されており、石黒荘のみならず越中国全体にとっても貴重な史料と位置付けられている。以下、主に関東下知状の記録に基づいて石黒荘の変遷を記載する。

#### 木曾義仲による支配

義仲館の銅像。巴御前と並ぶ

12世紀後半に治承・寿永の内乱が勃発すると、木曽義仲が信濃国で挙兵し、1181年（治承5年）の横田河原の戦いに勝利したことで北陸道まで勢力を拡大した。『平家物語』には横田河原の勝利に呼応して「北陸道七ヶ国の兵共」ら北陸の武士団が木曽義仲勢への参加を表明したと記され、九条兼実の日記である『玉葉』にも治承5年7月末時点で越中・加賀・能登の国人が「東国と意を同じくし」 反平家の動きを見せていることが伝えられている。これと連動するように、石黒荘弘瀬郷では藤原定直がまず1181年（治承5年）付けで留守所（＝越中国衙）より、また1182年（治承6年）付けで木曽佐馬頭（＝義仲）より、それぞれ地頭職の安堵を受けたと「関東下知状」に記されている。
この二つの安堵状は当時の北陸情勢を窺う上で極めて重要な史料であり、古くから研究者の注目を集めてきた。まず、留守所（＝越中国衙）からの安堵状については、同年11月に能登国の武士が国衙を占領した上で義仲の安堵を受けた記録があることから、越中においても義仲方の武士（石黒武士団）が国衙を掌握した上で安堵状を出させたものと古くは解釈されてきた。しかし石黒党の国衙掌握は明確な史料的裏付けがなく、近年では久保尚文が当時の越中では待賢門院兄弟の閑院流諸家の領主が多くの荘園（般若野荘・高瀬荘）を有していたことを指摘し、越中国衙はそもそも荘園領主たる院近臣を通じて義仲に協力的であったため、主体的に安堵状を出したものと解釈している。次に、治承6年付けの義仲からの安堵状は、先述した能登国の武士に対するものにつぐものであり、石黒武士団がかなり早い段階から義仲を主君として仰いでいたことが窺える。
『平家物語』には石黒党の首領である石黒光弘が倶利伽羅峠の戦いをはじめ北陸道における義仲の戦いに大きく貢献したことが記されるが、結局木曽義仲は源頼朝と対立した末に1198年（寿永2年）1月に殺され、義仲による北陸支配の具体的様相は後世に伝わらないまま終わりを迎えている。なお、『源平盛衰記』等には和田合戦での敗北後の巴御前が石黒氏を頼って越中に下向したとの伝承もあるが、この伝承は石黒荘・石黒党が反北条・反鎌倉政権的傾向を有していたことを背景にしているのではないか、と考えられている。

#### 比企氏による支配

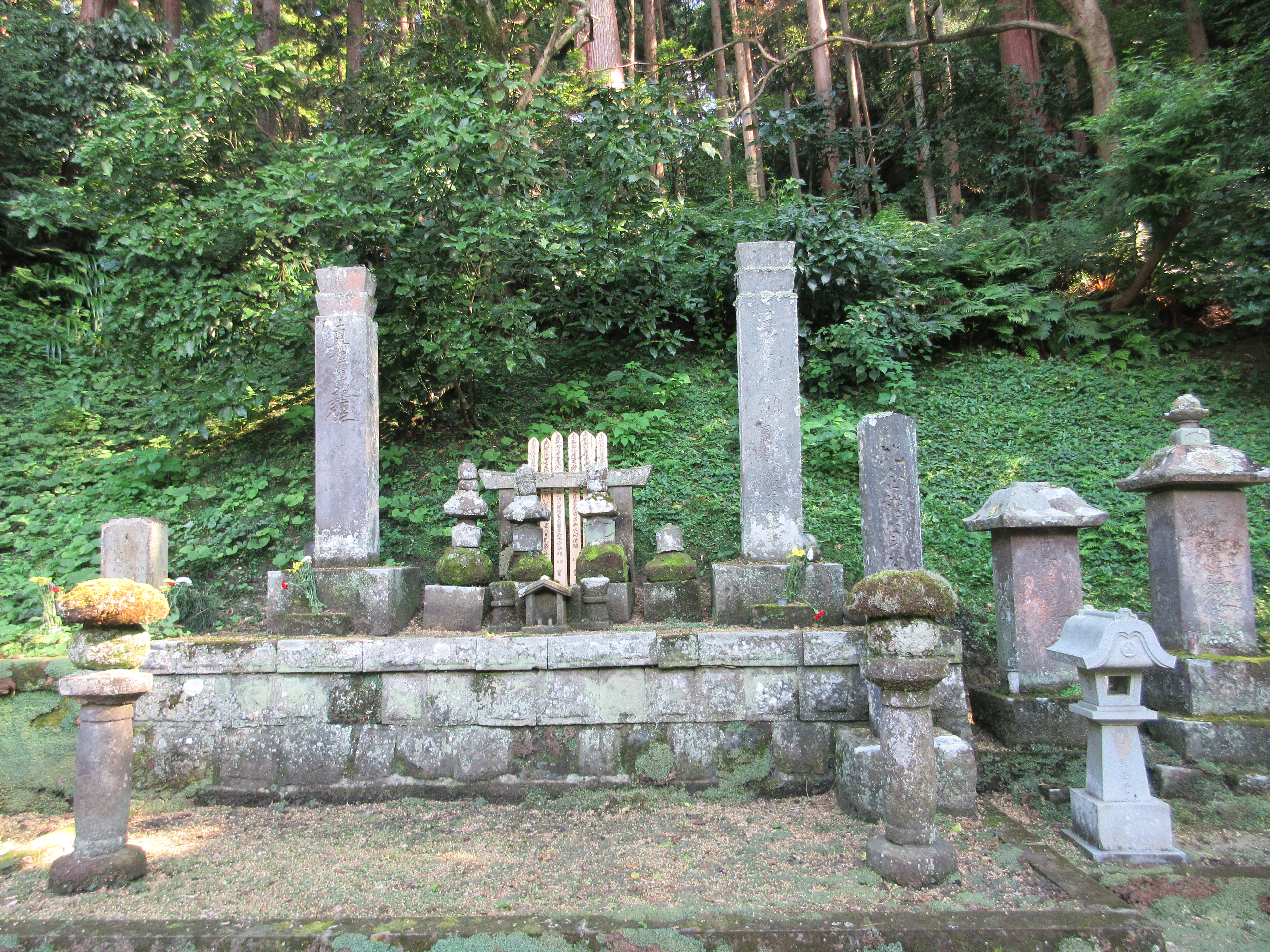
比企一族の墓

義仲の没落後、1184年（寿永3年）4月に源頼朝は比企朝宗なる人物を北陸道勧農使に任命したが、これはいわゆる「寿永二年十月宣旨」で除外されていた北陸道にまで頼朝の支配が広がったことを意味していた。しかし比企朝宗の進出は北陸道諸国に混乱を呼び、越前国川合田荘や石黒荘に隣接する越中国高瀬荘では荘園領主より比企配下の武士の「溢妨」を排除するよう鎌倉に要請が行われた。更に、1186年（文治2年）6月17日に越中国般若荘の領主である内大臣徳大寺実定が武士の押妨の排除を要求したことが決定打となり、1186年（文治2年）6月21日に頼朝より地頭停止令が発令されることとなった。
この結果、石黒荘山田郷でも同年6月16日付「右大将家（源頼朝）御教書」により飯埜三郎康家の地頭職が廃止されている。一方、比企藤内朝重（比企朝宗と同一人物か）は6月14日付け下文で「庄屋は鎌倉殿の仰せに従って山田郷を治めるべきであり、弘瀬郷については僻事である（間違い）」と述べ、藤原定直の弘瀬郷における下司職を安堵した。ただし、弘瀬郷地頭であった藤原定直は1192年（建久3年）に領家に対し名簿を提出しているが、これは領家に臣従を誓うことを意味し、この時点では領家が明確に優位にあったことを示すものと考えられている。
1199年（建久10年）には鎌倉幕府で将軍の代替わりがあり、二代将軍源頼家の舅であった比企能員が権勢を強めていた。上述した地頭停止令は源頼朝が京の朝廷に対して妥協した結果発令されたものであるが、比企氏はこの協定を覆す形で北陸道諸国の再掌握を図り、越中では比企氏の分家と見られる太田朝季が越中守護（もしくは守護代）を標榜した。これを受けて、石黒荘では1201年（正治3年）7月前頃に山田郷で新□惟憲なる人物が地頭に補任され、1202年（建仁2年）閏10月付け文書で太田朝季が藤原定直に対して「地頭沙汰事」を安堵している。一連の比企氏の動きは頼朝時代の地頭停止令を一方的に無視するものであり、弘瀬・山田郷地頭領家の仁和寺より抗議を受けた源頼家が、1203年7月4日付請文で山田郷地頭補任を否定する事態にまで至っている。

#### 比企の変後の処分

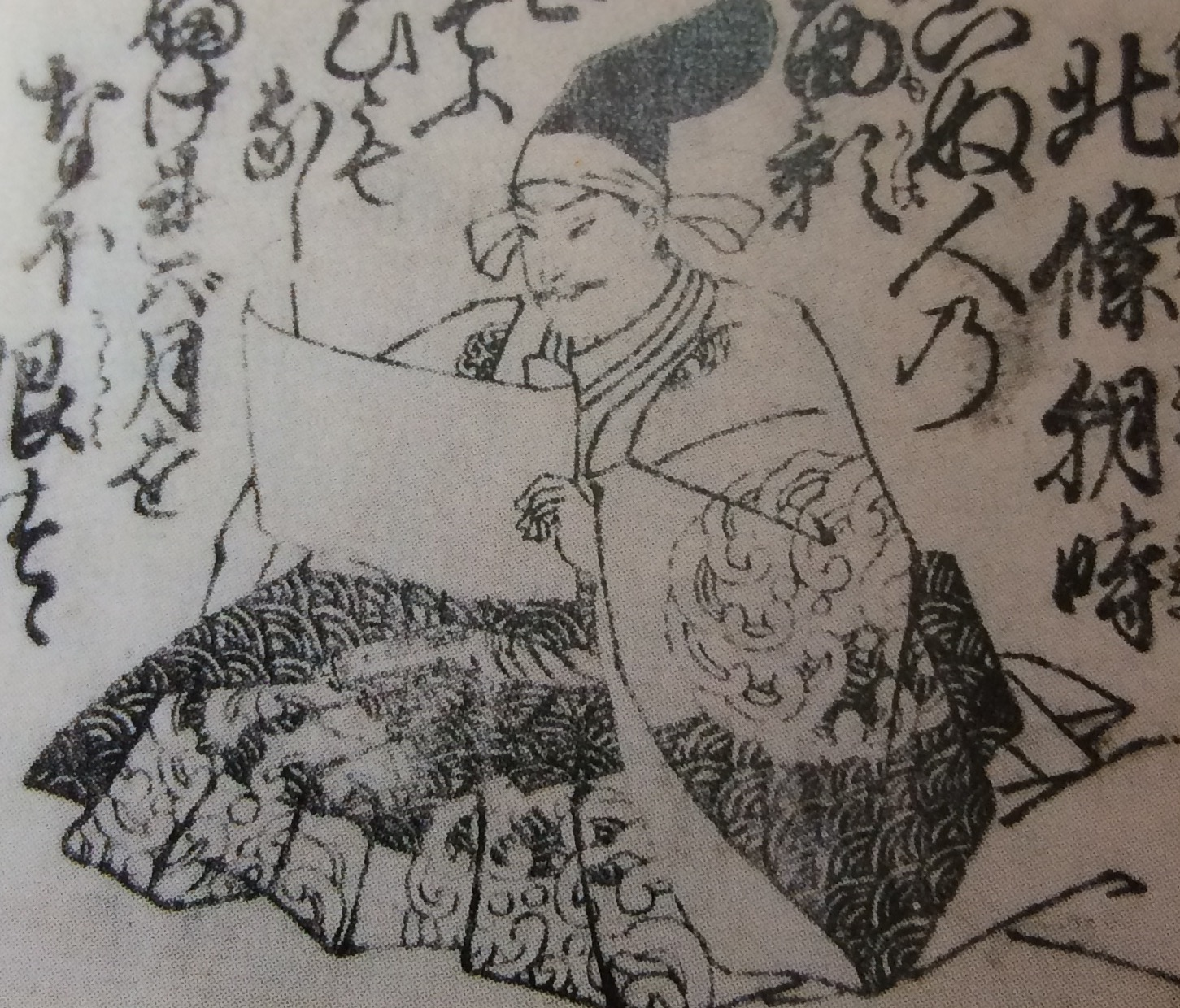
北条朝時（名越朝時）像。

一連の強引な比企氏による勢力拡大は、対外的には朝廷との対立をもたらし、幕府内部では北条氏に代表される幕閣の反発を呼んだ。このような情勢の中で、1203年（建仁3年）9月2日には比企能員が北条時政らによって謀殺され、比企一族も皆殺しにされるという大事件が起きた（比企の変）。越中国でも「朝季とその郎従が謀反を企んでいる」ことが問題視され、政変を主導した北条時政は比企氏残党を殲滅すべく、越中の国人に対しても招集をかけた。この翌年、山田郷地頭の惟憲が「科」があったことを理由に仁和寺の申し入れによって地頭職を停止された事、太海・院林両郷の地頭職も停止された事は、まさに太田朝季に加担したことに起因すると考えられている。
一方、弘瀬郷地頭の定直は折あしく上京中であったが、急ぎ9月8日に越中に帰国し、国人仲間のとりなしを得て起請文を出し、同年11月3日に引き続き本領を安堵することを認められたという。ただしこの後、定直は領家に対して起請文を出して「山田庄弘瀬郷下使」と自称しており、比企の変を経て領家の優位が復活したようである。なお、西国ではこの時点で本領安堵地頭は存在しないため、この時点で越中国石黒荘は東国扱いであったことが分かる。
比企氏滅亡後の越中守護の扱いについては史料上に明記がないが、同じく比企氏勢力圏にあった越後国と同様に、北条義時が継承したものとみられる。その後、越中守護職は義時の息子北条朝時（名越朝時）に継承されるが、朝時の母親は比企一族出身の女性であり、特に比企朝宗の娘であったと推定される。比企氏そのものは滅亡したものの、比企朝宗⇒朝宗女⇒北条朝時⇒名越家という流れで北陸における比企氏の所領は相続されたものと考えられる。
以上、「関東下知状」に記される弘瀬郷の状況から分かるように、石黒荘の武士は越中国守護となった比企一族の安堵を受けて領家優位の体制を崩そうと図ったが、比企の変の勃発によって再び劣位に置かれたようである。

### 承久の乱後の鎌倉幕府支配

#### 承久の乱

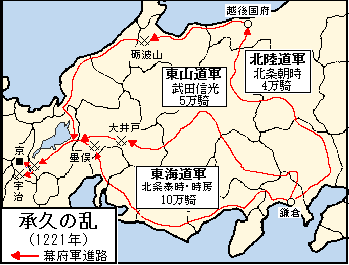
承久の乱における幕府軍進路。越中国砺波郡での戦場について、『吾妻鏡』は般若野、『承久記』は砺波山とする。

1219年（承久元年）に三代将軍源実朝が暗殺された後、鎌倉幕府と京の朝廷の関係は急速に悪化し、1221年（承久3年）には後鳥羽上皇が北条義時追討の院宣を出すに至った（承久の乱）。これを受けて、過去の経緯により鎌倉よりも京の朝廷との繋がりが強かった越中の武士団は、宮崎定範・石黒三郎らを代表として京方につくことを表明した。「関東下知状」の「定朝今京方事」条によれば弘瀬郷地頭の藤原定直の孫定朝も京方についていたとされるが、乱後に定直の地頭職が没収されていない事から、一族全体が京方について幕府軍に逆らったわけではないようである。
一方、鎌倉では北条政子・義時姉弟が「義時の追討」を「鎌倉幕府の危機」であると摺りかえることで御家人の支持を集め、大軍を編成して東海道・東山道・北陸道の三方面に派遣した。北陸道方面軍は比企一族の北陸における権益を継承した北条朝時が総大将を務め、5月30日には宮崎定範の守関を破って越中国に入った。しかし、越中国射水郡では多くの武士が戦わずして北条朝時に降ったとの記録もあり（朽木家文書）、孤立した石黒三郎は般若野で戦いを挑むも敗れて投降した。
承久の乱における石黒一族の敗戦は、石黒荘の情勢に多大な影響を残した。まず、京方についた中心人物であった石黒浄覚（石黒三郎）は孫娘の婿に北条朝時配下の合田左衛門入道を迎え存続を図るも失敗し、結局は津軽方面に移住することとなった。代わりに石黒地方に入ってきたのが相模国波多野荘を本貫とする波多野時光で、久保尚文は石黒浄覚が領有していた石黒下郷が波多野時光に与えられ、以後この地方は「野尻郷」と改名されたものと推定している。また、院林・太海両郷の公文政家も承久の乱で京方についた科により地位を没収された。一方、弘瀬郷の藤原定直は承久3年6・8月に遠江入道生西（北条朝時）より所領の安堵を受け、これによってかえって地頭としての地位を確固たるものとしている。
以上のように、承久の乱において石黒荘の武士団は京方として北条朝時軍に敗れ、石黒一族の中には地頭職を没収され関東出身の御家人に与えられてしまう者もいた。一方で、石黒一族全体が京方についたわけではなく、藤原定直を筆頭に承久の乱後も地頭職を安堵された武士もおり、これら石黒武士団残党を野尻地方に入った波多野氏が威圧・監視する体制が鎌倉時代を通じて続くこととなった。

#### 地頭職をめぐる相論

琵琶湖周辺の港。石黒荘の物産は日本海交易-敦賀港-琵琶湖水運を通じて京まで運ばれたと考えられる。

承久の乱を経て鎌倉幕府による支配は盤石なものとなったが、一方で戦後処理の一環として各地に新補地頭が多数成立したことにより、全国的に領家と地頭の紛争が頻発した。石黒荘においては、まず1231年（寛喜3年）8月28日、成賢が譲状にて太海郷は賢実を、院林郷は成実を、それぞれ預所とするよう定めていたが、1期の後は遍智院道教に渡すよう申し送りをして亡くなった。
1248年（法治2年）には、弘瀬郷地頭の藤原定朝が頼朝の時代に「新田事、可為地頭分（新田は地頭の持ち分とすべきである）」との原則が諸国に命じられていたということを根拠に、新田の領有を主張したが、預所幸円はその文書が現存しないことを指摘し訴えは退けられた。しかし、1238年(暦仁元年)の下総国の関東下知状では「上総・下総国両国地頭等、雖開作新田、預所不及交沙汰」とあるように、実際に預所が明確に新田の検注権を否定された事例もあり、藤原定朝の主張した諸国諸荘の下地(地頭)領掌権は全く根拠のないことではなかった。ただし、同じ下知状内でも「国々の例、必不一様」とあるように実態は国ごとで一様でなく、東国と西国の丁度中間である越中では東国並の下地領掌権は認められなかったのが実状のようである。
また1257年（正嘉元年）8月には、院林郷における領家の任命した雑掌右衛門尉家時と地頭小野沢実綱・同実重・同盛実らの争いを幕府が裁決し、3名の地頭職を停止するとの判決が出された記録が残っている。
1261年（弘長元年）には上述した弘瀬郷地頭職を巡る預所幸円と地頭定朝らとの相論が発生し、翌1262年（弘長2年）に幕府による裁決が「弘長二年関東下知状」として交付された。一方、弘瀬郷地頭職を巡って長年藤原家と争った領家の行遍は、訴訟に莫大な費用がかかったためか安東蓮聖なる北条氏の御内人に150貫文の借金をしていた。行遍が亡くなった後に返済が滞ったことにより、安東蓮聖は1271年（文永8年）3月、山門の悪僧尋らとともに近江国堅田浦で山田郷年貢の運上船を点定（差し押さえ）したとの記録が残されている。この史料は、石黒荘で産出された物産が、小矢部川水運-放生津湊-日本海交易-琵琶湖水運を経て京まで運ばれていたことを立証する、貴重な記録とも位置付けられる。
また、13世紀後半からは弘瀬郷以外の郷についても言及されるようになる。1280年代に京の朝廷では鷹司兼平が亀山院（大覚寺統の祖）の治世下で藤氏長者を務め、鷹司家を確立するに至った。恐らくこの頃に直海郷・大光寺郷は鷹司家に伝領されたようで、1286年（弘安9年）11月5日には太政大臣鷹司基忠の要請により伊勢外宮による役夫工米催促対象から直海郷が除外されたとの記録が残されている（「造宮所下知状案」）。また、1308年（延慶元年）11月付け関東下知状には「太海院林郷地頭左衛門尉法師家吽」なる人物について記載されており、14世紀初頭までに院林氏が院林・太海両郷の地頭職を得ていたようである。こうして、鎌倉時代後半には石黒上・中・下郷は石黒氏領、弘瀬・山田郷は仁和寺領（地頭は藤原氏）、院林・太海郷は醍醐寺領（地頭は院林氏）、直海・大光寺郷は鷹司家領（地頭は井口氏？）、という領有状況が確定し南北朝時代を迎えることとなる。

### 南北朝時代

#### 建武の乱と院林氏の活躍

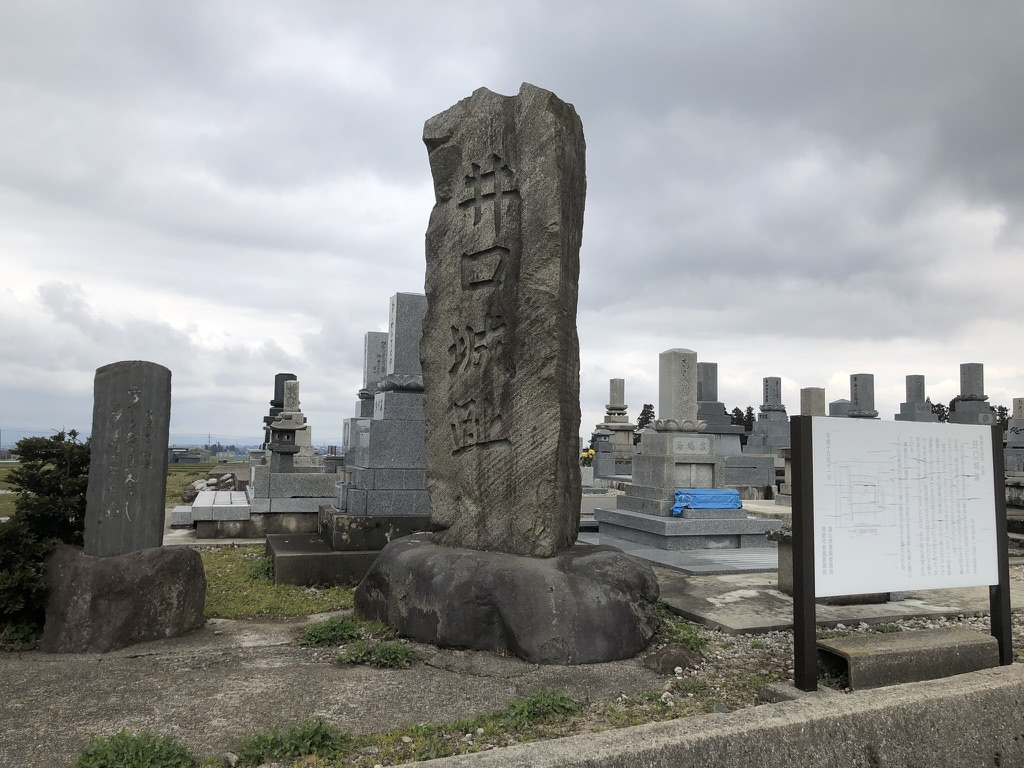
井口氏の居城であった井口城址。南北朝時代には桃井直常派の有力な拠点であったとみられる。

14世紀前半、元弘の乱に始まる南北朝の争乱によって日本全体が混迷した状況に陥ったが、石黒荘も内乱に巻き込まれ頻繁に領主が交代する状況に陥った。1333年（元弘3年）、鎌倉幕府の滅亡によって建武の新政が始まると、後醍醐天皇は遍智院門跡を聖助法親王に安堵したが、これによってそれまで院林・太海両郷の地頭であった院林了法は地頭職を召し上げられてしまった。このように鎌倉時代以来の領地でありながら、建武の新政下で没収されてしまった土地のことを歴史学上では「元弘没収地」と呼称している。
これに不満を抱いた院林了法は当時後醍醐天皇に反旗を翻していた足利尊氏を頼り、1336年（建武3年）2月に地頭職安堵を求める言上状を提出して尊氏より安堵を認められている。しかし、同年２月に北畠顕家らに敗れた足利尊氏は京から九州に落ちのびたため、院林了法も尊氏の東上を助けて各地を転戦することになった。同年4月には丹後国夜久野の合戦で功績を挙げ、6月の比叡山無動寺の合戦では激戦の末息子の院林又六郎光利が戦死するに至ったことが軍忠状によって知られている。
院林了法も含む諸将の活躍により足利尊氏は同年6月に光厳上皇らとともに入京し、8月には光明天皇を即位させた上で『建武式目』を定めた（=室町幕府の成立）。幕府成立の直後、足利尊氏は醍醐寺座主賢俊に三宝院鎮荘園の保護を約束し、賢俊を三宝院に置いた上で、同年9月には院林了法の院林・太海両郷の知行安堵手続きを行っている。しかし、院林郷では三宝院方の武士である青柳二郎・今村十郎らが院林了法の入部を拒んだため、院林了法は越中守護吉見頼隆の使節沼田家秀らの援助を得て1337年（建武4年）4月にようやく院林郷への復帰を果たした。
これに対し、三宝院の領家職はまず1337年（建武4年）に能登権の息左衛門が雑掌の派遣を妨げると訴え出、更に1338年（暦応元年）には河合入道・院林平六（院林了法か）らが妨害を行うと北朝に訴え出た。このような中で、幕府は院林・太海両郷を闕所地として細河掃部助に与えてしまったが、三宝院は1340年（暦応3年）3月にこれに強く抗議した。この時の言弁状では院林・太海両郷を開所地として与えたことのみならず、「院林・太海両郷は醍醐寺遍智院累代の寺領であるのに、院林六郎左衛門入道了法が庄務を妨げている」とも主張している。

#### 越中守護桃井直常の支配
一方、この頃桃井直常が新たに越中国守護に任命されており、院林了法の度重なる上申を受けて1344年（康永3年）に三方院の地頭職乱暴をやめさせよとの御教書が直常に下った。ところが、この時桃井忠常はまだ在京していて越中本国に下向しておらず、三方院の働きかけを受けて1346年（貞和2年）に幕府奉書通りに巡行することはできないと執事の高師直に報告している。そこで、1347年（貞和3年）5月に両者を召し出して直接対決させることとなったが、幕府は延慶元年関東下知状の内容に基づき一旦は院林了法の地頭職を安堵した。しかし、同年8月に三方院側は元久二年八月二七日付け関東下知状を提出し、鎌倉時代より地頭職が設置されていなかったことを主張した。この訴えを受け、幕府引付頭人の上杉朝定は同年8月28日に、三方院の主張を認める旨桃井直常に通達し、院林了法の地頭職は再び停止されてしまった。
三方院の主張を認めた桃井直常・上杉朝定は足利尊氏の弟足利直義の与党であり、尊氏の地頭職安堵を覆すような判決は、尊氏・直義兄弟の対立の先駆けであったと評される。実際に、この2年後の1349年（貞和5年）より足利直義と高師直の対立が激化し、やがて観応の擾乱が勃発するに至ることとなる。一方、この訴訟を最後に院林了法に言及する史料はなくなり、以後院林家に関する記録自体がなくなるため、院林了法の代を以て院林家は没落してしまったようである。
一方、直海郷・大光寺郷方面では南朝の影響が及んだことが断片的な記録から窺える。誓願寺心定の『受法用心集』には「心定が越中国細野（旧城端町蓑谷地域で、直海郷の一部）で阿聖なる師から口伝を受けた」との記述があり、南北朝時代に後醍醐天皇の信奉した真言宗立川流が直海郷に広まっていたようである。また直海郷と関係の深い大光寺郷について、1341年（興国2年）に後村上天皇綸旨によって大光寺地頭職知行が侍従房弁祐に給付されたことも、この方面に南朝の勢威が及んでいた傍証となる。また、『太平記』には大光寺を拠点としたとみられる「井口氏」が中先代の乱に呼応して挙兵した名越時兼に味方したことや、桃井直常の下に馳せ参じたことなどが記されている。『太平記』には桃井直常が独断で「井口ノ城」に赴こうとしたことが敗北に繋がったとの記録もあり、南北朝時代後期には南朝残党が桃井派に合流し幕府への抵抗を続けたようである。

#### 越中守護斯波義将による平定

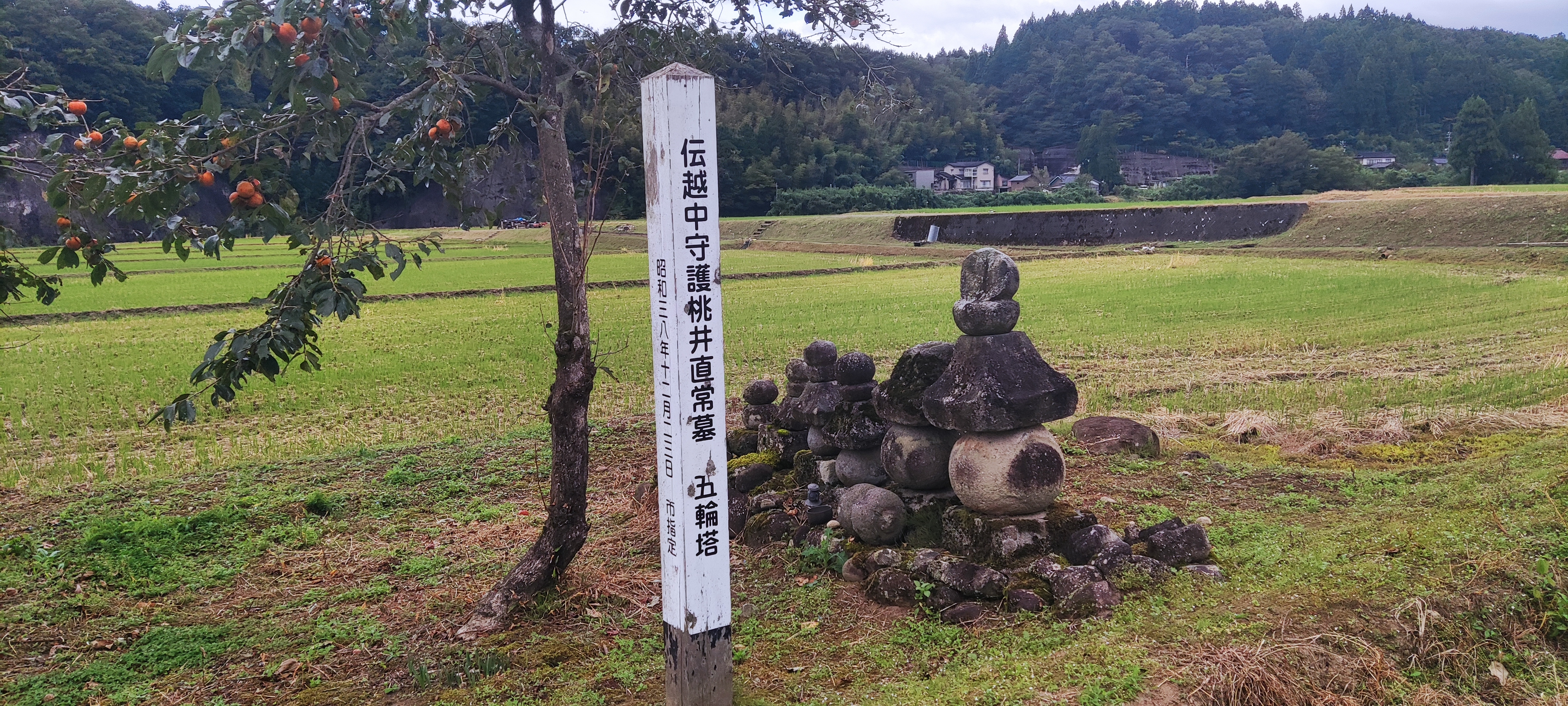
伝越中守護桃井直常墓五輪塔（富山市）

院林了法が争論を行っていた頃、越中本国では桃井直常が南朝方勢力の平定を進め、国衙機能を掌握しつつあった。1350年代より観応の擾乱が勃発すると、桃井直常は直義派の強力な与党として各地で活躍したが、直常の活躍は越中の国人勢力掌握に成功したことに裏付けられていると評されている。桃井直常による支配が行き届き幕府支配から断絶していたためか、この頃の石黒荘支配にかかる記録はほとんどない。
1366年（貞治5年）には貞治の変によって細川頼之が管領に起用され、斯波義将・高経父子は執事の地位を失うこととなった。この政変に連動し、1367年（貞治6年）には桃井直常の弟直信が越中守護に起用され、この年9月21日に石黒荘では桃井直和（直常の孫）が三方院領院林郷にかかる文書を京極（＝佐々木道誉）に送った記録が残されている。しかし、皮肉にも桃井直和は新たな幕府の方針に則って越中国人の権益を否定する政策を推進せざるを得ず、僅か1年ほどの直和の守護就任期間にかえって越中における桃井家の信望は下落したと評される。
1367年末には足利義詮の死を受けて再び桃井直常が幕府に反旗を翻し、桃井直和も守護職を罷免され、新たに越中守護となった斯波義将が桃井一族を討伐することになった。「越中石黒系図」には石黒家内部で桃井派と斯波派に分かれて相争っていたことが記されており、1360年代から1370年代にかけて幕府派（斯波方）と反幕府派（桃井方）の戦闘が石黒荘においても繰り広げられたようである。1370年代前半には既に桃井氏の劣勢は決定的となっていたが、1377年（永和3年）には斯波方に敗れた越中国人が越中国太田保（細川頼之の所領）に逃れ、斯波方がこれを攻撃しようとする事件が起こっている。この事件に見られるように、南北朝時代末期には幕府内部の対立関係も越中に持ち込まれ、石黒荘一帯でも野尻（波多野）氏・井口氏といった反幕府の武士（＝桃井直常残党）が細川家を頼って最後まで斯波義将に抗っていたようである。三管領家（細川・斯波・畠山）が相次いで守護職を務めたのは越中国を措いて他にないが、これはまさしく越中国内の争乱が室町幕府内部の争乱と結びついていたことの現れであった。
南北朝時代末期の石黒荘情勢は不明な点が多いが、1379年（康暦元年）の細川頼之失脚（康暦の政変）頃までには斯波義将によって軍事的に制圧されていたようである。1377年（永和3年）4月16日に広瀬信定という人物が石黒荘弘瀬郷西方領家仁和寺菩提院から所務（年貢徴収）を請け負っているのは、まさに斯波方による平定によって幕府支配が浸透した現れであった。なお、ほぼ同時期に砺波郡糸岡荘・新川郡井見荘・堀江荘・小佐味荘の荘務にかかる文書も発給されており、越中史研究者の久保尚文は康暦の政変（1379年）前後こそが室町幕府支配下における越中再編の起点であると見なしている。

### 室町時代

#### 日野家の進出と瑞泉寺の建立

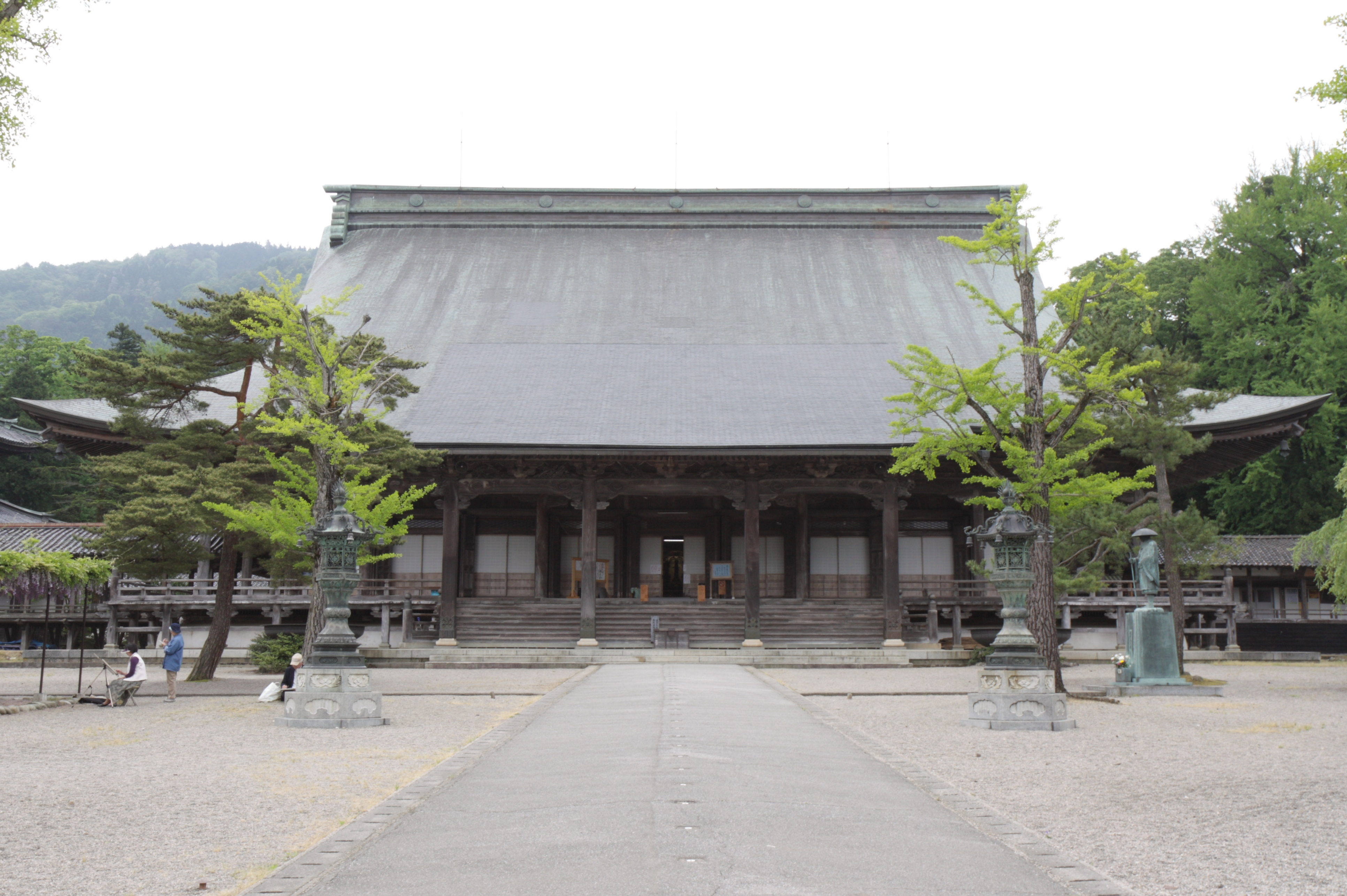
現在の井波瑞泉寺本堂。

上述したように、1370年代後半には室町幕府による越中支配が確立しつつあり、このような越中再編の流れの中で足利義満側近の日野資康が越中荘園の再興を担うようになった。日野家ではまず同母弟の三光院光助が婦負郡吉河東西の安堵を受け、日野資康自身は石黒荘山田郷の年貢徴収業務を請け負っている。
一方、日野家出身の親鸞が開いた浄土真宗本願寺は、1375年（永和元年）に4代善如より5代綽如に代替わりしていた。この頃日野家の当主であった日野時光は娘（日野業子）を足利義満に嫁がせて権勢を振るっていたが、先祖累代の縁により綽如を猶子としていた。従来、綽如が越中国に下向した目的は純粋に教線を拡大するためであると考えられてきたが、久保尚文は6年前に日野資康が石黒荘山田郷の年貢徴収業務を請け負ったことこそが理由であるとする説を提唱している。
すなわち、久保は日野資康の意を受けて綽如は石黒荘山田郷の年貢徴収業務の代官を務めることとなり、1384年2月28日に息子巧如に譲状を与えた上で越中国に下向したものと推定する。そして、『賢心物語』によると後小松天皇の治世中に中国皇帝からの国書の解釈に寄与したことから、「山田郷の付与を検討された」が、綽如は出家の身であることから辞退し、代わりに阿弥陀堂の建立（＝井波瑞泉寺の前身）を認められたという。まさしく、綽如は石黒荘を巡る縁に導かれて井波地方に至り、瑞泉寺を建立することになったと言える。砺波郡に下向した綽如は野尻地方に住まう杉谷慶善なる人物に助けられたと伝えられるが、この人物も本来は京と石黒荘をつなぐ流通関連業者で、荘園の実務経営面で綽如を助けたものと考えられる。

#### 畠山統治下の石黒荘

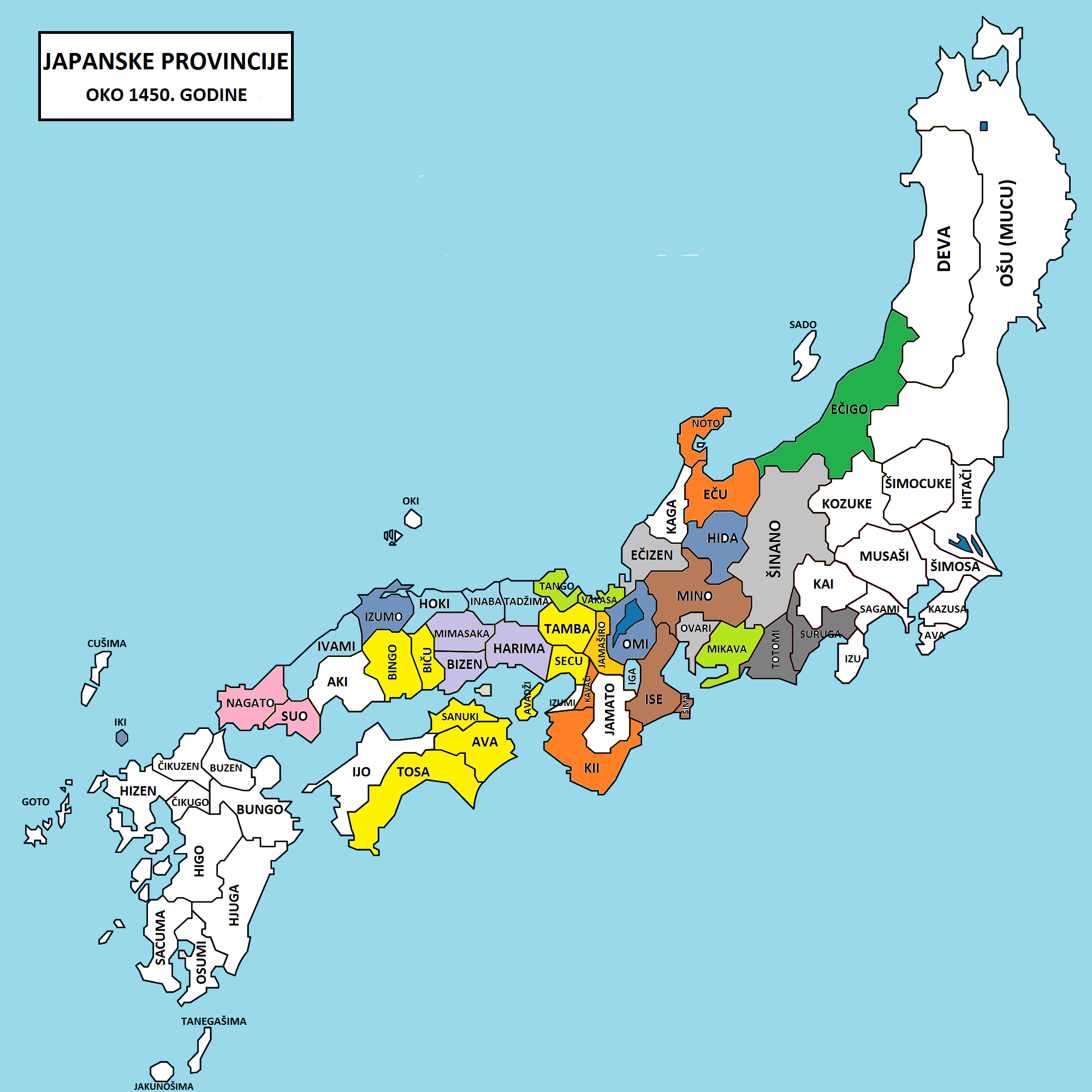
15世紀半ばの日本地図。オレンジ色に塗られた越中・能登・紀伊・河内が畠山家の守護領であった。

足利義満の下で室町幕府による支配が安定期を迎える中、越中では康暦の政変により管領となった斯波義将に代わって、畠山基国が守護に任命された。それまで頻繁に守護が交替していた越中では以後畠山家による支配が固定し、遊佐氏・神保氏といった畠山被官の武士が新たに越中国内に土着した。特に遊佐氏は越中国の守護代を務めて荘務にも携わり、後に神保氏が射水・婦負郡守護代に、椎名氏が新川郡守護代になって以後も砺波郡守護代の地位を保ち、石黒荘の経営に大きな影響力を有し続けた。
1419年（応永26年）には、弘瀬郷の領家である仁和寺が「それまで代官請負を行っていた二宮信濃入道是信の没後、その後を継いだ代官が違乱に及んでいる（所定の年貢を納入しない）」ことを幕府に訴えるという事件が起こった。この訴えについて、当時の管領である細川勝元は「下地の沙汰付」を10月17日に越中守護の畠山満家に伝達し、畠山満家はこれを守護代の遊佐国盛に伝達し、更に遊佐国盛は小守護代の遊佐加賀守に伝達した記録が残されている。この記録により、この頃の越中には管領（在京）→守護（在京）→守護代（在京）→小守護代（越中）という命令系統が確立していたことが窺える。なお、室町時代前半には越中に在国する守護代にさえ越中国人が起用された形跡がなく、畠山氏による守護領国の中枢から土着の国人は排除されていたようである。
また、幕府政治が安定化する中で将軍家が荘園領主に対してその知行を安堵したり、あるいは臨時課税を免除したりするなどの保護を加えるようになり、1396年（応永3年）付足利義満御判御教書で課役免除・所領安堵された領地の中には石黒荘院林・太海郷も含まれていた。一方で、似たような立場にあった弘瀬郷では、1421年（応永28年）付け代官請分で「御代一度の天役（即位段銭）」が徴収されたことが記されており、院林・太海郷と違って臨時課税の免除を受けなかったことが分かる。なお、同代官請分では先述の二宮一族に代わって小野道阿なる人物が弘瀬郷の年貢の徴収・納入の請負契約を受けたことが記されており、契約内容からして荘園の管理に関して本所の指示に従う直務代官であったようである。
15世紀半ば以後、長らく記録の途絶えていた直海・大光寺両郷に関する記録が復活し、『康富記』1449年（文安6年）9月3日条には鷹司家が直海郷の領家職を幕府より安堵されたことが記録されている。同じく『康富記』1454年（享徳3年）9月3日条には直海郷の代官職を三宅新左衛門尉（守護畠山氏の被官か）が代官職請負を希望したとの記録があり、この頃の直海郷支配は直務ではなく代官請であったことが分かる。しかしこの後何らかの事情で直海・大光寺両郷は不知行になったようで、1462年（寛正3年）に僧清承が鷹司家領直海・大光寺郷を再興し、報酬として受けた30貫文を醍醐寺清涼堂に寄進したとの記録が残されている。しかし京の情勢悪化を受けたためか、1467年（応仁元年）に鷹司政平は直海・大光寺郷を担保物権としてて30貫文を政所被官の三上員光から借りることとなった。1480年（文明12年）から翌年にかけて五分の一徳政令が出されると、三上員光が直海・大光寺郷の債権が無効となることを恐れて債務確認の申請を1481年（文明13年）8月11日に賦引付に対して行ったことが記録されているが、これが直海・大光寺郷最後の記録となった。

### 戦国時代

#### 応仁・文明の乱と一向宗の拡大

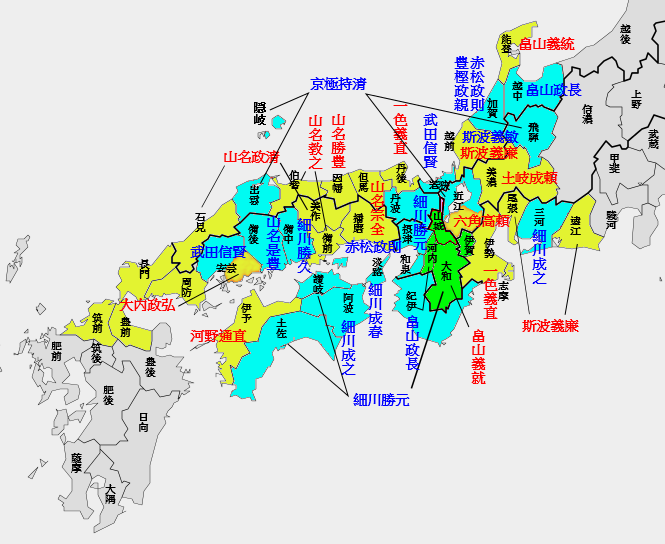
応仁元年（1467年）の勢力図。越中守護は畠山家であった。

15世紀後半に応仁の乱が勃発・長期化したことにより室町幕府の支配体制は揺らぎ初め、石黒荘にも影響が表れた。石黒荘弘瀬郷では先述したように、1421年（応永28年）の付将軍家御教書により下地は仁和寺雑掌に返付され、同年に小野左京入道道阿が領家方代官として年貢180貫を請け負っていた。ところが、1470年（文明2年）3月にかつて「違乱沙汰」を理由に地頭職を失っていた二宮家の人間が代官として年貢60貫文を請け負うこととなった。仁和寺がかつて「違乱沙汰」があった家に、元の3分の1の額で請負を依頼せざるを得なかったのは、各地の治安悪化を受け所領の知行が極めて困難な状況に陥っていたためと考えられる。
一方、1470年代には越前国吉崎御坊に滞在した本願寺八代蓮如の布教活動によって北陸地方で急速に浄土真宗の教えが広まっていた。越中国においてもこの頃真宗門徒が激増し、これを危険視した福光石黒家・医王山惣海寺は1481年（文明13年）、砺波郡一向一揆の拠点たる井波瑞泉寺を討伐する事となった。しかし予想以上の兵力を動員した瑞泉寺方が逆に勝利を収め、この一戦を以て福光石黒家・医王山惣海寺は滅亡した（田屋川原の戦い）。この「田屋川原の戦い」によって井波瑞泉寺・土山御坊（後の勝興寺）による砺波郡支配が始まったとする見解もあるが、この時点での瑞泉寺・勝興寺支配体制はなお未成熟で、土着国人と共存体制にあったと見る説が主流である。1481年（文明13年）7月25日、佐竹式部丞勝家が小笠原備前守に文明11年の石黒上中両郷の歳入（200貫文）の5分の1（40貫文）を納入することで徳政令から債権を守ろうとした記録があるのは、その傍証となる。

#### 永正三年一揆と寺社本所領還付

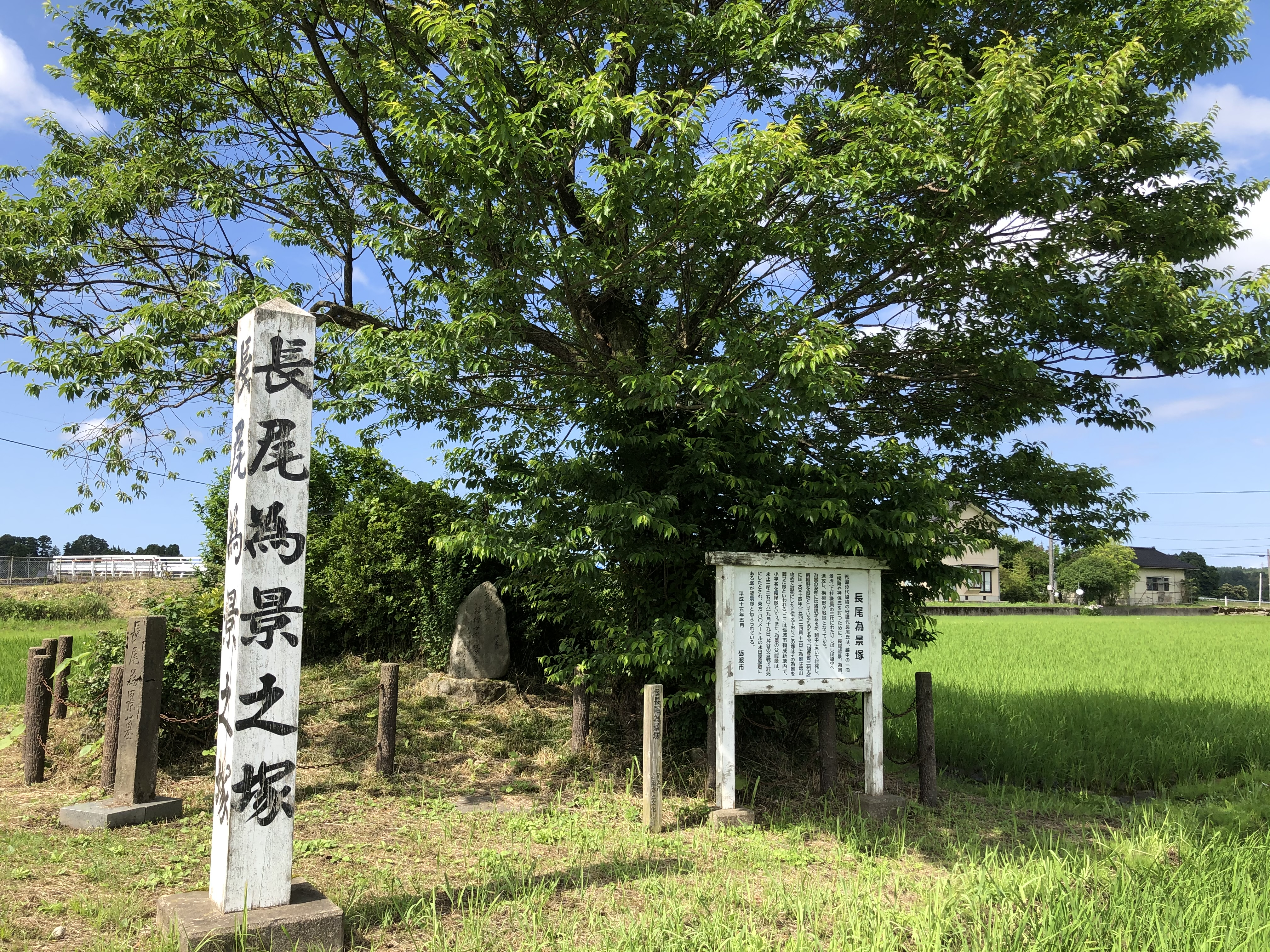
富山県砺波市の長尾為景塚。ただし、本来砺波地方で戦死したのは長尾能景で、為景の塚であるというのは誤伝である。

1493年（明応2年）、京では細川政元が将軍の足利義材を退位に追い込むという明応の政変を起こし、一旦は虜囚の身となった義材は越中国放生津に逃れて再起を図った（放生津幕府）。足利義材は再起を図るため1498年（明応7年）9月には越中を離れたものの、一連の政変を通じて畿内の政局では足利義材-畠山尚順、足利義澄-細川政元という対立構図が生じるに至った。このような情勢下で、本願寺は細川政元との協力関係を結んだため、瑞泉寺・勝興寺ら越中一向一揆は畠山尚順-越中国人（神保慶宗ら）と本格的に対立関係に至ることとなった。1506年（永正3年）、加賀の本泉寺蓮悟は「能登の畠山義元が越後の長尾能景と申し合わせて仏法を絶やそうとしていること」を理由に一揆を呼び掛けたが、これは単なる自衛のための戦闘ではなく、畠山家に代表される反細川政元派を打倒するという目的も持った一揆であったと考えられている。
この「永正三年一揆」では本願寺が「寺社本所領還付」を掲げていた事が特筆されるが、これは本願寺が占領した地域における荘園を本所へ返還するという政策であった。この政策は一旦本所への返還を行うことで守護勢力を排除するという側面と、京における細川政元の政治的立場を強化するという側面を持つものであったと考えられている。これを受けて、石黒荘では広瀬（弘瀬）郷の領主である仁和寺菩提院が、永正三年六月付けで領地の還付を越中一向一揆に申請している。この還付申請がどのような結末を迎えたか記録はないが、翌永正4年に細川政元が死去して以後一向一揆は後退せざるを得なくなったこと、また越中一向一揆を主導したのは加賀国の寺院・国人であって畠山被官との対立を孕んでいたこと、などから実現には至らなかったと考えられている。

#### 享禄の錯乱以後の石黒荘解体

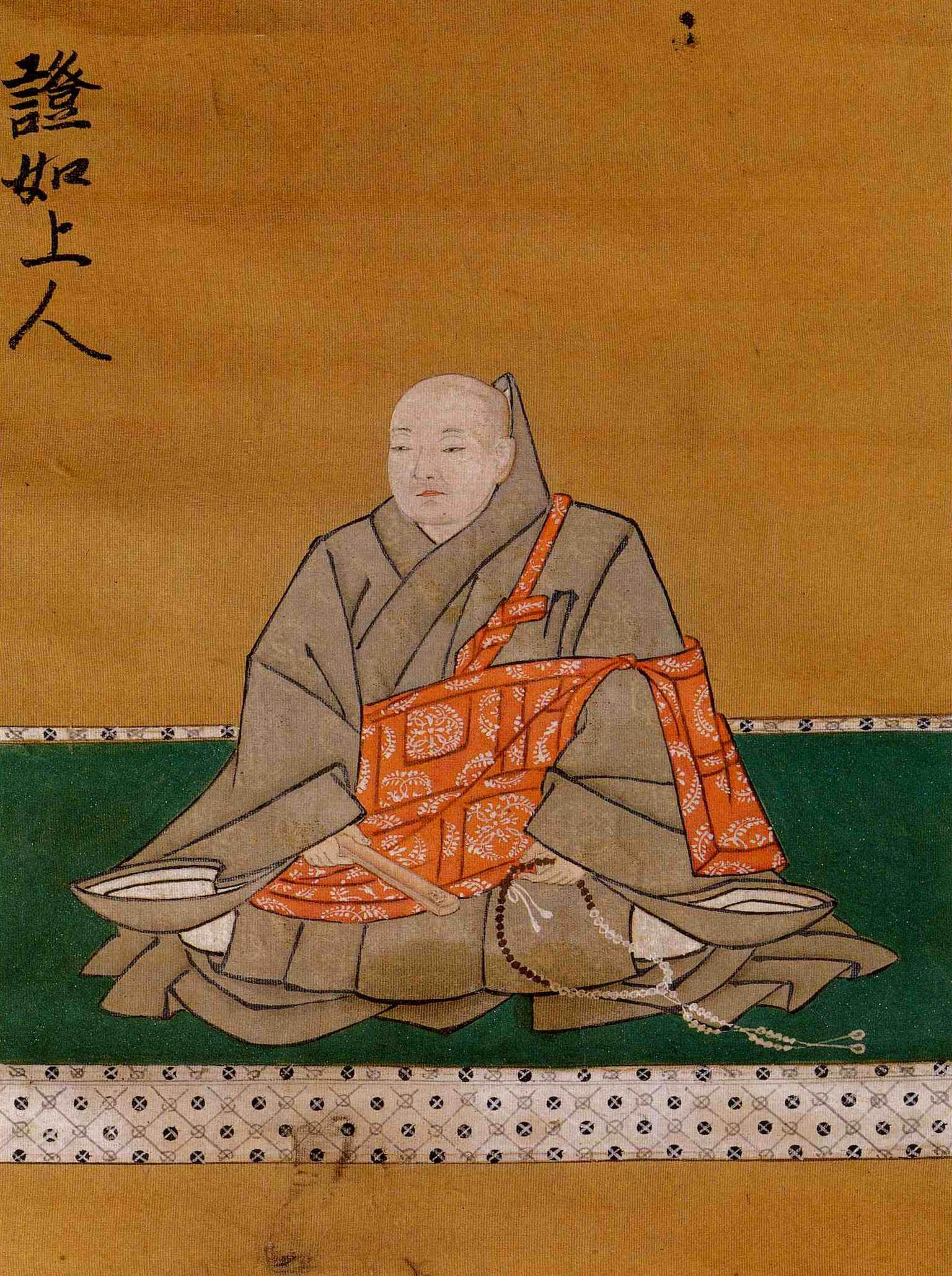
本願寺第10代証如上人像。

越中一向一揆にとって大きな転換点となったのが一向宗の内部対立である「享禄の錯乱」で、一連の内乱において越中一向宗を統括する立場にあった加賀四ヶ寺は没落した。これによって砺波郡の瑞泉寺・勝興寺は独立した地位を得ることとなり、更に続く天文一揆で石黒地域も含む新規の闕所地を大量に得ることとなった。そのため天文年間には、本願寺と石黒荘園の領主の間の折衝にかかる記録が本願寺10代証如の『天文日記』に多数残されている。
まず、1537年（天文6年）6月には醍醐寺三方院が太海郷では本来遊佐左衛門大夫が本来代官である所、加賀一揆の指導者である洲崎氏が押領を行っていることを訴え、返還を本願寺に要求した。この時本願寺は太海郷の差し押さえは解除されているはずであるが、代官職については旧主への返還はまず無理であろう、と回答したという。また同年7月には畠山方代官の井口美濃が越中入国（大光寺郷が目的か）を図るも9代実如の三十三回忌仏事を理由に瑞泉寺より拒否されたため、本願寺にも相談したところ本願寺は瑞泉寺の判断とは無関係であると回答を受けた。この事例にみられるように、本願寺は守護の代官を積極的に排除しようとはしなかったものの、瑞泉寺等の現地の有力寺院によって荘園の代官は排除されていったようである。1540年（天文9年）には醍醐寺三宝院が院林郷について、仁和寺が弘瀬郷について、それぞれ瑞泉寺・勝興寺が公用を妨害しているため便宜を図ってもらいたいと本願寺に要請したが、いずれも本願寺は要請を断っている。同時期の高瀬荘の案件で証如は「越中の事は、先年の錯乱以後、このような事は申し付けていない」と明言しており、享禄の錯乱を経て瑞泉寺・勝興寺が独立的な立場を得た事が石黒荘の存続に決定的な影響を与えた事が裏付けられる。
以上のように、瑞泉寺・勝興寺ら越中一向一揆は積極的に在地領主権や守護権を吸収・継承しようとしたわけではないが、荘園領主の代官を排除していく中でなし崩し的に「惣国」的支配を確立していったようである。こうして、石黒地方では一向一揆の浸透により従来のような荘園の経営は不可能となり、永正年間の「寺社本所領還付」のような機会に荘園領主は領主権の復活を図ったものの、結局石黒荘の経営を復活することはできなかった。この後、石黒地域は一向一揆による支配、佐々成政の征服を経て、加賀藩前田家による近世的支配に移行することとなる。

## 信仰
現在、南砺地方を含む富山県は浄土真宗門徒が圧倒的に多数を占める「真宗王国」として知られるが、石黒荘の存在した11-14世紀には全く異なる仏教の広まりを見せていた。

### 医王山修験

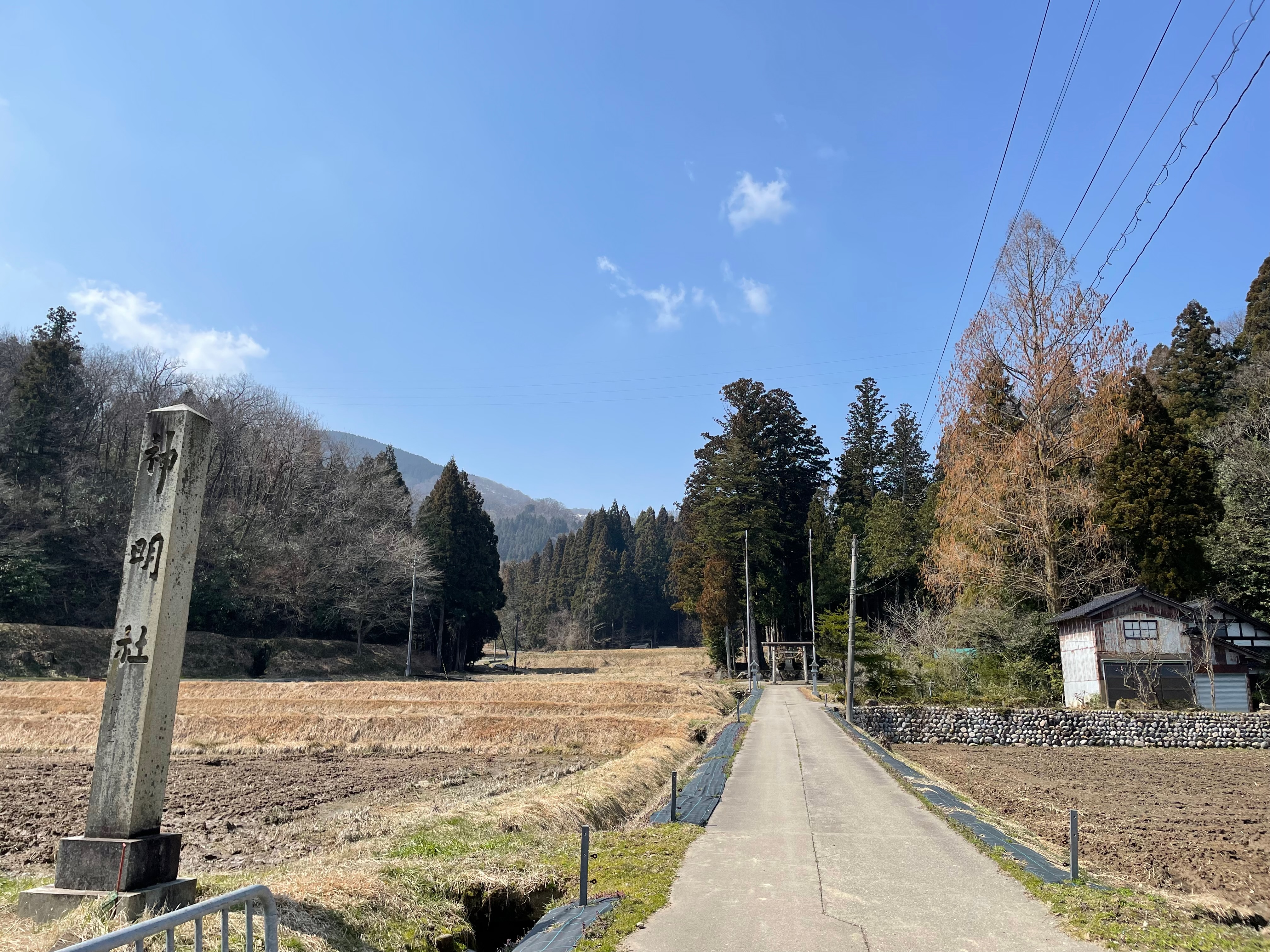
柿谷寺の跡地と推定される舘神明社。

「関東下知状」には「柿谷寺」の領有権を巡る地頭と領家の争いについて詳細な記載がある。両者の「柿谷寺」の創建にかかる主張は全く対立しており、地頭（藤原氏）側は「柿谷寺は先祖の藤原定綱が建立した寺で、その息子定澄が寺に屋敷を立て墓所も設けた。よって柿谷寺は藤原氏一族の氏寺であるのに、預所の幸円が柿谷寺の坊舎に強引に住みつき処務を行っている」と述べる。一方、領家側（幸円）は「柿谷寺は泰澄大師が数百年前に建立した寺院であり、白山末寺であると同時に藤峯（医王山）の一宿である」と述べる。どちらの主張が正しいかは幕府も判断を保留しているが、北陸史研究者の大山喬平は領家側の主張が正しく藤原氏が後から進出してきたのではないかと推定している。
また「闘静記」によると、「田屋川原の戦い」で福光石黒家に味方した医王山惣海寺は泰澄大師が建立した寺院であり、「四十八坊」と称される多数の堂舎・寺坊から成り立っていたとされる。「関東下知状」と「闘静記」の記録を合わせると、鎌倉時代から室町時代にかけて医王山には白山系修験道勢力が浸透していたこと、またその寺院の発展には地元の武家勢力が密接な関係を有していたことが看取される。
「闘静記」の記述に従えば田屋川原の戦いを経て惣海寺一帯は焼かれたとされ、実際に1992年（平成4年）の発掘調査で発見された14-15世紀の寺院遺構には焼け跡が見つかっている。1481年（文明13年）の「田屋川原の戦い」で従来の医王山修験道の世界が一気に滅亡したと断定はし難いが、「文明年間に医王山修験系から一向宗系に転じた」という伝承を持つ寺院が多数現存することも事実であり、文明年間が医王山修験系寺院衰退の時期であったことは間違いない。医王山修験系寺院の名残は、現南砺市才川七地区の医王山宗善寺が所蔵する「澄大使像」 などに今もみられる。
現代においても、医王山山中には「惣海寺跡」「海蔵寺跡」「開往寺跡」「桃源寺跡」「永福寺跡」などの地名が残っている。また、「桃源寺」は現魚津市に、「永福寺」は現富山市に現存しており、それぞれ医王山山中出自の伝承を有している。医王山修験道の信仰圏は浄土真宗に引き継がれたが、信仰内容の面では石動山修験道が継承したようで、南砺地方に残る近世山伏寺院は石動山修験支配圏に包括されていった。

### 野尻・吉江時宗

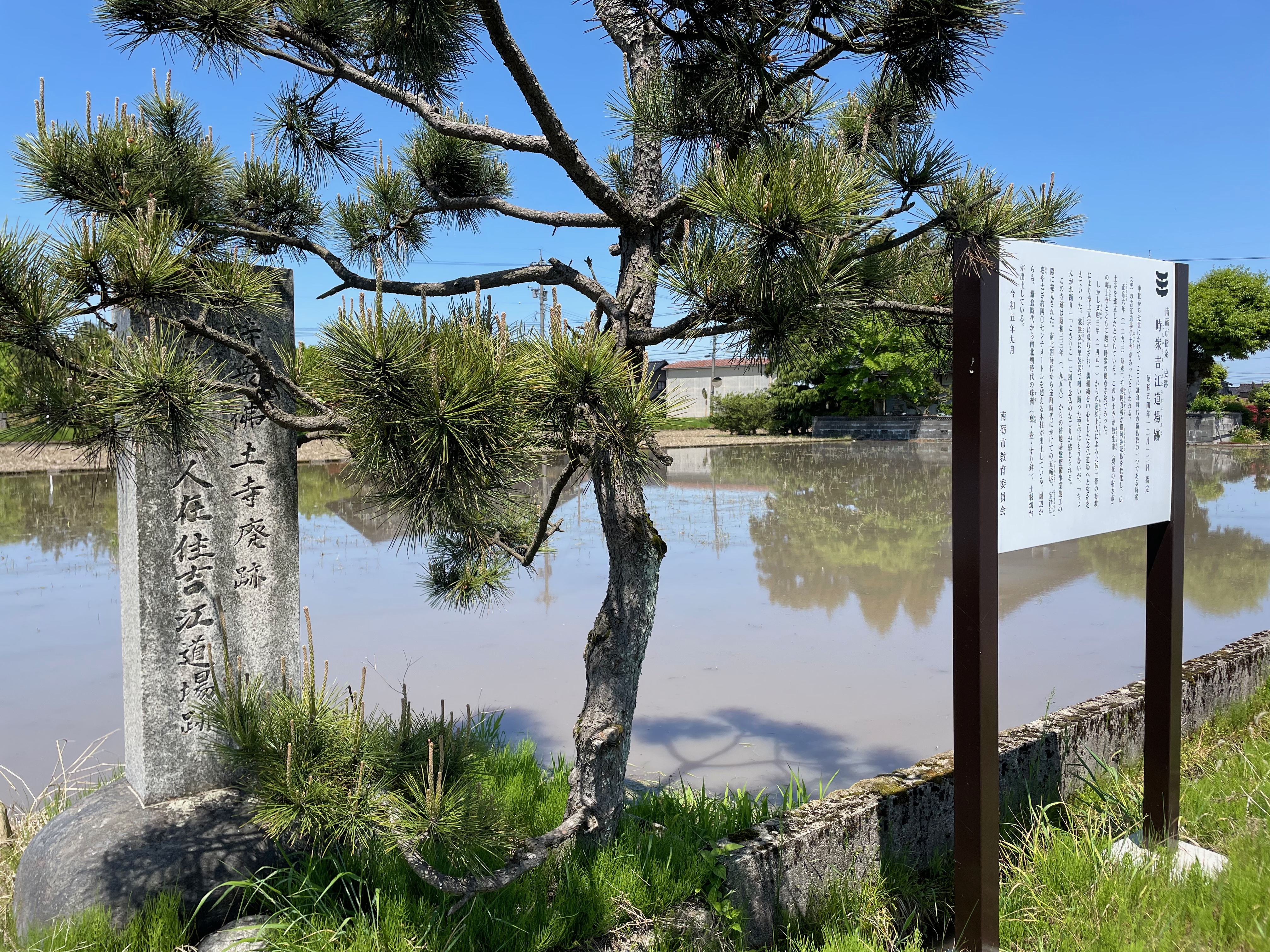
吉江郷の時宗の拠点であった時宗吉江道場跡。

石黒氏が医王山修験を信仰していたのに対し、小矢部川流域の平野部では時宗が広まっていたと考えられている。時宗の開祖一遍の没後、教団を再編した他阿真教は一遍が足を延ばさなかった北陸道方面にも訪れて布教を行い、その経過は『遊行上人縁起絵』に記録されている。真教は1292年（正応5年）11月から翌年2月頃まで越中国北西の放生津～氷見に滞在したようで、この時の滞在を通じて放生津では報土寺という時宗寺院が成立し、以後報土寺は越中時宗教団における指導的地位を得るようになった。時宗は布教に当たって港湾・宿場など交通の要衝を重視していたことが全国的に知られており、越中においては放生津報土寺を起点に日本海交易と、小矢部川水運という舟運を通じて時宗は発展を遂げたとみられる。
一方、野尻時宗は他阿真教とは別派閥の浄阿真観の京都四条道場金蓮寺に属し、1309年（延慶2年）以前に越中を訪れた浄阿真観によって時宗が広められたようである。『浄阿上人縁起』には「越中での布教中、日蓮宗徒に捕らえられた浄阿は淵に沈められたが、たまたま通りがかった地頭の頭人波多野氏に救出された」と記されるが、この波多野氏はまさに承久の乱後に越中野尻郷に入った波多野時光の一族であったと考えられる。野尻地方は旅川や山田川といった支流が小矢部川に合流する水運の要地であり、野尻時宗門徒は鎌倉時代の貨幣経済の発展を背景に、石黒荘も含む小矢部川流域に教線を広げていたようである。野尻波多野氏は南北朝の内乱期に桃井直常に属して室町幕府と対立し、没落してしまったようであるが、別系の波多野氏が存続し時宗との結びつきを維持していた。
1390年代、石黒荘に下向した本願寺5代綽如は野尻の有力者杉谷慶善の世話を受けたとされるが、この頃の野尻地方には『時宗過去帳』等で言及される専称寺を中心に時宗門徒が多数居住していた。現在石川県加賀市に位置する専称寺は「かつて野尻郷川崎にあった」との寺伝を有しており、中世の専称寺は現在の南砺市上川崎（旧西野尻村）に存在していたのではないかと推定されている。この頃、野尻から更に上流の吉江郷にも仏土寺（吉江道場）という時宗寺院が存在しており、小矢部川水運は放生津報土寺～川崎専称寺～吉江仏土寺などの時宗門徒によって掌握されていたようである。1537年（天文6年）6月26日、太海郷の領家である三方院が時宗の興正寺を通じて本願寺に太海郷の返還を要求したことは、時宗門徒が石黒荘の経営に深く結びついていたことを裏付ける貴重な記録と位置付けられる。
しかし、阿弥陀仏を信仰するという点で真宗門徒と存在基盤を一にする側面を持つ時宗門徒は、やがて真宗教団に取り込まれていったようで、先述の川崎専称寺も真宗寺院へと変わっている。

## 「石黒三箇庄」の構成
先述した通り、鎌倉時代の『関東下知状』には石黒荘が「山田郷・弘瀬郷で１庄、石黒上郷・中郷・下郷で１庄、吉江郷・太海郷・院林郷・直海郷・大光寺郷で１庄の計3箇庄から成る」と記されている。これらの郷名は明治時代に成立した村名に引き継がれているが、吉江村に属する高宮は本来弘瀬郷であるなど、厳密には近現代の地名と合致しないことには注意が必要である。

### 石黒上・中・下郷
主に旧福光町以北に広がっていたと考えられるが、上郷・中郷・下郷の位置関係を明記した史料は存在せず、上郷が旧石黒村一帯、中郷が旧東石黒村一帯ではないかと推定されるにとどまっている。近年、久保尚文は野尻地域（旧野尻村・西野尻村一帯）こそが石黒下郷で、承久の乱でこの地を支配していた石黒浄覚が失脚して以後「野尻郷」と改名されたのではないかとする説を提唱している。

### 山田郷
主に旧山田村・旧北山田村・旧南山田村に相当する、小矢部川支流の山田川左岸一帯に位置していた。山田川を通じて全国的な水運交易路と密接に繋がっており、既に鎌倉時代から山田郷産の年貢が京に運ばれた記録が残っている。

### 弘瀬郷
主に旧広瀬村・旧広瀬舘村に相当し、石黒郷と太美郷に挟まれる小矢部川本流域に位置していた。ただし、旧広瀬村・旧広瀬舘村が小矢部川を東の境とするのに対し、弘瀬郷は小矢部川右岸の高宮一帯（旧吉江村に属する）まで広がっていた。鎌倉時代には弘瀬郷の領有権を巡る裁判文書（関東下知状）が残されており、石黒荘の中でも特に記録の豊富な地域である。

### 太海郷
主に旧太美山村・旧西太美村・旧東太美村に相当し、小矢部川本流の最上流域に位置する。院林郷とともに醍醐寺遍智院に伝領された。『源平盛衰記』には太海七郎光能なる人物の名前が挙げられており、代々太美氏がこの地方に居住していたようである。

### 院林郷
主に旧野尻村南部から旧広塚村に位置し、旅川・山田川といった大きな支流が小矢部川本流に合流する一帯に当たる。太海郷とともに醍醐寺遍智院に伝領され、鎌倉時代には院林氏が地頭を務めていた。南北朝時代には院林了法という在地武士が領地安堵のため建武の乱等で活躍しており、豊富に史料が残されている。

### 直海郷
主に旧城端町周辺一帯に相当する。大光寺郷とともに鎌倉時代後期から鷹司家に伝領されたが、他郷に比べると記録に乏しい。戦国時代期に善徳寺が建設され、その門前町として城端町が成立して以後飛躍的に開発が進むこととなる。

### 大光寺郷
主に旧井口村に相当し、後には井口郷とも呼ばれる。直海郷とともに鎌倉時代後期から鷹司家に伝領されたが、他郷に比べると荘園としての記録に乏しい。ただし室町時代～戦国時代期には井口氏が五箇山地域を統括する役目を担っていたためか、井口一族の活躍にかかる記録は比較的多い。

### 吉江郷
主に旧吉江村に相当し、小矢部川本流と大井川に挟まれた一帯に位置する。ただし前述したように高宮は弘瀬郷に属し、逆に東石黒村下吉江は吉江郷に属するなど、厳密には明治以後の吉江村とは合致しない。小矢部川本流左岸地域に比べると開発が遅れていたようで、鎌倉時代～室町時代頃の記録に乏しい。

## 石黒荘を構成する郷村
石黒荘の地理的な範囲について明記する史料は存在せず、断片的な史料の記述から推定せざるを得ない状態にある。ただし、江戸時代後期に石黒信義は『越登賀三州志』を編纂する過程で収集した地理情報を『三州地理志稿』として纏めており、同書の中において中近世の各郷に含まれる村名を網羅している。以下、『三州地理志稿』の記述に基づいて石黒荘に属する郷村の一覧と、郷村の位置図を示す。
ただし、『三州地理志稿』には江戸時代以後に成立した村落の情報も含まれているため、鎌倉～室町時代の地理認識とは厳密には異なる点には注意が必要である。たとえば、『三州地理志稿』に基づくと野尻郷が非常に広大な範囲となるが、鷹栖・苗加等現在の砺波市方面は比較的遅れて開発が進んだ地域であり、石黒荘の存在していた頃は旧野尻村一帯に限られていたと考えられる。

### 石黒荘に属する郷村の一覧
同一の村落でありながら中近世と現代で表記が異なる場合、もしくは現在は存在しない地名の場合、（）内に現在の地名を示した。また、戦国時代以前から存在していた事が明らかな村は太字で、江戸時代以後に成立した事が明らかな村は斜体で示した。
| 郷名                | 集落名           | 戦前の市町村名 | 現在の市町村名 | 現在の市町村名 |  |
| 野尻郷 （石黒下郷） | 興法寺           | 西野尻村       | 小矢部市       | 小矢部市       |  |
| 野尻郷 （石黒下郷） | 下川崎           | 西野尻村       | 小矢部市       | 小矢部市       |  |
| 野尻郷 （石黒下郷） | 蓑輪             | 津沢町         | 小矢部市       | 小矢部市       |  |
| 野尻郷 （石黒下郷） | 清水             | 津沢町         | 小矢部市       | 小矢部市       |  |
| 野尻郷 （石黒下郷） | 津沢             | 津沢町         | 小矢部市       | 小矢部市       |  |
| 野尻郷 （石黒下郷） | 新西島           | 津沢町         | 小矢部市       | 小矢部市       |  |
| 野尻郷 （石黒下郷） | 西ノ島           | 津沢町         | 小矢部市       | 小矢部市       |  |
| 野尻郷 （石黒下郷） | 戸久新           | 津沢町         | 小矢部市       | 小矢部市       |  |
| 野尻郷 （石黒下郷） | 経田             | 水島村         | 小矢部市       | 小矢部市       |  |
| 野尻郷 （石黒下郷） | 水島             | 水島村         | 小矢部市       | 小矢部市       |  |
| 野尻郷 （石黒下郷） | 内御堂           | 水島村         | 小矢部市       | 小矢部市       |  |
| 野尻郷 （石黒下郷） | 高木             | 藪波村         | 小矢部市       | 小矢部市       |  |
| 野尻郷 （石黒下郷） | 鷹栖             | 鷹栖村         | 砺波市         | 砺波市         |  |
| 野尻郷 （石黒下郷） | 不動島           | 鷹栖村         | 砺波市         | 砺波市         |  |
| 野尻郷 （石黒下郷） | 鹿島             | 五鹿屋村       | 砺波市         | 砺波市         |  |
| 野尻郷 （石黒下郷） | 荒高屋           | 五鹿屋村       | 砺波市         | 砺波市         |  |
| 野尻郷 （石黒下郷） | 野村島           | 東野尻村       | 砺波市         | 砺波市         |  |
| 野尻郷 （石黒下郷） | 苗加             | 東野尻村       | 砺波市         | 砺波市         |  |
| 野尻郷 （石黒下郷） | 高儀新           | 種田村         | 砺波市         | 砺波市         |  |
| 野尻郷 （石黒下郷） | 利屋             | 山野村         | 井波町         | 南砺市         |  |
| 野尻郷 （石黒下郷） | 専勝寺           | 山野村         | 井波町         | 南砺市         |  |
| 野尻郷 （石黒下郷） | 高屋             | 山野村         | 井波町         | 南砺市         |  |
| 野尻郷 （石黒下郷） | 清水明           | 山野村         | 井波町         | 南砺市         |  |
| 野尻郷 （石黒下郷） | 古軸屋(軸屋)     | 山野村         | 井波町         | 南砺市         |  |
| 野尻郷 （石黒下郷） | 安室             | 山野村         | 井波町         | 南砺市         |  |
| 野尻郷 （石黒下郷） | 戸保家(安室)     | 山野村         | 井波町         | 南砺市         |  |
| 野尻郷 （石黒下郷） | 墓裏(専勝寺)     | 山野村         | 井波町         | 南砺市         |  |
| 野尻郷 （石黒下郷） | 福野町           | 福野町         | 福野町         | 南砺市         |  |
| 野尻郷 （石黒下郷） | 松原新           | 福野町         | 福野町         | 南砺市         |  |
| 野尻郷 （石黒下郷） | 寺家新屋敷       | 福野町         | 福野町         | 南砺市         |  |
| 野尻郷 （石黒下郷） | 三日市           | 福野町         | 福野町         | 南砺市         |  |
| 野尻郷 （石黒下郷） | 上野             | 南野尻村       | 福野町         | 南砺市         |  |
| 野尻郷 （石黒下郷） | 焼野新(野新)     | 南野尻村       | 福野町         | 南砺市         |  |
| 野尻郷 （石黒下郷） | 焼野             | 南野尻村       | 福野町         | 南砺市         |  |
| 野尻郷 （石黒下郷） | 念代(年代)       | 南野尻村       | 福野町         | 南砺市         |  |
| 野尻郷 （石黒下郷） | 百町             | 南野尻村       | 福野町         | 南砺市         |  |
| 野尻郷 （石黒下郷） | 苗島             | 南野尻村       | 福野町         | 南砺市         |  |
| 野尻郷 （石黒下郷） | 高堀             | 南野尻村       | 福野町         | 南砺市         |  |
| 野尻郷 （石黒下郷） | 八塚             | 広塚村         | 福野町         | 南砺市         |  |
| 野尻郷 （石黒下郷） | 高儀             | 野尻村         | 福野町         | 南砺市         |  |
| 野尻郷 （石黒下郷） | 長源寺           | 野尻村         | 福野町         | 南砺市         |  |
| 野尻郷 （石黒下郷） | 二日町           | 野尻村         | 福野町         | 南砺市         |  |
| 野尻郷 （石黒下郷） | 野尻             | 野尻村         | 福野町         | 南砺市         |  |
| 野尻郷 （石黒下郷） | 本江             | 野尻村         | 福野町         | 南砺市         |  |
| 野尻郷 （石黒下郷） | 上津             | 野尻村         | 福野町         | 南砺市         |  |
| 院林郷              | 柴田屋           | 野尻村         | 福野町         | 南砺市         |  |
| 院林郷              | 院林             | 広塚村         | 福野町         | 南砺市         |  |
| 院林郷              | 寺家             | 広塚村         | 福野町         | 南砺市         |  |
| 院林郷              | 広安             | 広塚村         | 福野町         | 南砺市         |  |
| 井口郷 (大光寺郷)   | 田屋             | 広塚村         | 福野町         | 南砺市         |  |
| 井口郷 (大光寺郷)   | 石田             | 広塚村         | 福野町         | 南砺市         |  |
| 井口郷 (大光寺郷)   | 東石田           | 広塚村         | 福野町         | 南砺市         |  |
| 井口郷 (大光寺郷)   | 池尻             | 井口村         | 井口村         | 南砺市         |  |
| 井口郷 (大光寺郷)   | 宮後             | 井口村         | 井口村         | 南砺市         |  |
| 井口郷 (大光寺郷)   | 井ノ口(井口)     | 井口村         | 井口村         | 南砺市         |  |
| 井口郷 (大光寺郷)   | 久保             | 井口村         | 井口村         | 南砺市         |  |
| 井口郷 (大光寺郷)   | 池田             | 井口村         | 井口村         | 南砺市         |  |
| 井口郷 (大光寺郷)   | 蛇喰中(蛇喰)     | 井口村         | 井口村         | 南砺市         |  |
| 井口郷 (大光寺郷)   | 西原(東西原)     | 蓑谷村         | 城端町         | 南砺市         |  |
| 能美郷 (直海郷)     | 西明             | 蓑谷村         | 城端町         | 南砺市         |  |
| 能美郷 (直海郷)     | 細野             | 蓑谷村         | 城端町         | 南砺市         |  |
| 能美郷 (直海郷)     | 蓑谷             | 蓑谷村         | 城端町         | 南砺市         |  |
| 能美郷 (直海郷)     | 正谷             | 蓑谷村         | 城端町         | 南砺市         |  |
| 能美郷 (直海郷)     | 北野             | 北野村         | 城端町         | 南砺市         |  |
| 能美郷 (直海郷)     | 城端町           | 城端町         | 城端町         | 南砺市         |  |
| 能美郷 (直海郷)     | 理休             | 大鋸屋村       | 城端町         | 南砺市         |  |
| 能美郷 (直海郷)     | 林道             | 大鋸屋村       | 城端町         | 南砺市         |  |
| 能美郷 (直海郷)     | 大鋸屋           | 大鋸屋村       | 城端町         | 南砺市         |  |
| 能美郷 (直海郷)     | 新和泉沢         | 大鋸屋村       | 城端町         | 南砺市         |  |
| 山田郷              | 中尾             | 大鋸屋村       | 城端町         | 南砺市         |  |
| 山田郷              | 盛新             | 大鋸屋村       | 城端町         | 南砺市         |  |
| 山田郷              | 瀬戸             | 大鋸屋村       | 城端町         | 南砺市         |  |
| 山田郷              | 二屋(上田)       | 大鋸屋村       | 城端町         | 南砺市         |  |
| 山田郷              | 大窪新(大窪)     | 南山田村       | 城端町         | 南砺市         |  |
| 山田郷              | 細木新(細木)     | 南山田村       | 城端町         | 南砺市         |  |
| 山田郷              | 経塚野(立野原東) | 南山田村       | 城端町         | 南砺市         |  |
| 山田郷              | 大西新(国広)     | 南山田村       | 城端町         | 南砺市         |  |
| 山田郷              | 国広新(国広)     | 南山田村       | 城端町         | 南砺市         |  |
| 山田郷              | 上見             | 南山田村       | 城端町         | 南砺市         |  |
| 山田郷              | 信末             | 南山田村       | 城端町         | 南砺市         |  |
| 山田郷              | 是安             | 南山田村       | 城端町         | 南砺市         |  |
| 山田郷              | 野田             | 南山田村       | 城端町         | 南砺市         |  |
| 山田郷              | 金戸             | 南山田村       | 城端町         | 南砺市         |  |
| 山田郷              | 示野新           | 南山田村       | 城端町         | 南砺市         |  |
| 山田郷              | 野口             | 南山田村       | 城端町         | 南砺市         |  |
| 山田郷              | 塔尾             | 南山田村       | 城端町         | 南砺市         |  |
| 山田郷              | 千福新(千福)     | 南山田村       | 城端町         | 南砺市         |  |
| 山田郷              | 西原             | 南山田村       | 城端町         | 南砺市         |  |
| 山田郷              | 原(上原)         | 南山田村       | 城端町         | 南砺市         |  |
| 山田郷              | 下野             | 吉江村         | 福光町         | 南砺市         |  |
| 山田郷              | 神宮寺           | 吉江村         | 福光町         | 南砺市         |  |
| 山田郷              | 宗守             | 北山田村       | 福光町         | 南砺市         |  |
| 山田郷              | 鍛治             | 北山田村       | 福光町         | 南砺市         |  |
| 山田郷              | 梅原             | 北山田村       | 福光町         | 南砺市         |  |
| 山田郷              | 舘新(東殿)       | 北山田村       | 福光町         | 南砺市         |  |
| 山田郷              | 林新(鍛治)       | 北山田村       | 福光町         | 南砺市         |  |
| 山田郷              | 荒見崎新(荒見崎) | 北山田村       | 福光町         | 南砺市         |  |
| 山田郷              | 久戸             | 北山田村       | 福光町         | 南砺市         |  |
| 山田郷              | 神成             | 北山田村       | 福光町         | 南砺市         |  |
| 山田郷              | 高畠             | 北山田村       | 福光町         | 南砺市         |  |
| 山田郷              | 殿(東殿)         | 北山田村       | 福光町         | 南砺市         |  |
| 山田郷              | 徳成             | 北山田村       | 福光町         | 南砺市         |  |
| 山田郷              | 利波川(利波河)   | 北山田村       | 福光町         | 南砺市         |  |
| 山田郷              | 有久(在房)       | 北山田村       | 福光町         | 南砺市         |  |
| 山田郷              | 天池新(天池)     | 山田村         | 福光町         | 南砺市         |  |
| 山田郷              | 梅井新(梅野)     | 山田村         | 福光町         | 南砺市         |  |
| 山田郷              | 山田野新(山田)   | 山田村         | 福光町         | 南砺市         |  |
| 山田郷              | 竹林新           | 山田村         | 福光町         | 南砺市         |  |
| 山田郷              | 山田野出(出村)   | 山田村         | 福光町         | 南砺市         |  |
| 山田郷              | 縄蔵新(縄蔵)     | 山田村         | 福光町         | 南砺市         |  |
| 山田郷              | 大塚新(大塚)     | 山田村         | 福光町         | 南砺市         |  |
| 山田郷              | 赤坂新(赤坂)     | 山田村         | 福光町         | 南砺市         |  |
| 山田郷              | 山田新(山田)     | 山田村         | 福光町         | 南砺市         |  |
| 吉江郷              | 吉江野(吉江新)   | 山田村         | 福光町         | 南砺市         |  |
| 吉江郷              | 一日市           | 吉江村         | 福光町         | 南砺市         |  |
| 吉江郷              | 田中             | 吉江村         | 福光町         | 南砺市         |  |
| 吉江郷              | 仏道寺(田中)     | 吉江村         | 福光町         | 南砺市         |  |
| 吉江郷              | 荒木             | 吉江村         | 福光町         | 南砺市         |  |
| 吉江郷              | 小林             | 吉江村         | 福光町         | 南砺市         |  |
| 吉江郷              | 中村(吉江中)     | 吉江村         | 福光町         | 南砺市         |  |
| 吉江郷              | 市野沢(土生新)   | 東太美村       | 福光町         | 南砺市         |  |
| 吉江郷              | 大西             | 東太美村       | 福光町         | 南砺市         |  |
| 吉江郷              | 新屋敷(新邸)     | 東石黒村       | 福野町         | 南砺市         |  |
| 吉江郷              | 下吉江           | 東石黒村       | 福野町         | 南砺市         |  |
| 石黒郷 (石黒中郷)   | 布袋             | 東石黒村       | 福野町         | 南砺市         |  |
| 石黒郷 (石黒中郷)   | 三屋             | 東石黒村       | 福野町         | 南砺市         |  |
| 石黒郷 (石黒中郷)   | 森               | 東石黒村       | 福野町         | 南砺市         |  |
| 石黒郷 (石黒中郷)   | 桐木             | 東石黒村       | 福野町         | 南砺市         |  |
| 石黒郷 (石黒中郷)   | 梅ヶ島           | 東石黒村       | 福野町         | 南砺市         |  |
| 石黒郷 (石黒中郷)   | 前田             | 東石黒村       | 福野町         | 南砺市         |  |
| 石黒郷 (石黒中郷)   | 晩田相木         | 東石黒村       | 福野町         | 南砺市         |  |
| 石黒郷 (石黒中郷)   | 安居             | 西野尻村       | 福野町         | 南砺市         |  |
| 石黒郷 (石黒中郷)   | 上川崎           | 西野尻村       | 福野町         | 南砺市         |  |
| 石黒郷 (石黒上郷)   | 岩木             | 石黒村         | 福光町         | 南砺市         |  |
| 石黒郷 (石黒上郷)   | 西勝寺(川西)     | 石黒村         | 福光町         | 南砺市         |  |
| 石黒郷 (石黒上郷)   | 和泉             | 石黒村         | 福光町         | 南砺市         |  |
| 石黒郷 (石黒上郷)   | 八幡             | 石黒村         | 福光町         | 南砺市         |  |
| 石黒郷 (石黒上郷)   | 松ノ木           | 石黒村         | 福光町         | 南砺市         |  |
| 石黒郷 (石黒上郷)   | 川合田(川西)     | 石黒村         | 福光町         | 南砺市         |  |
| 石黒郷 (石黒上郷)   | 定龍寺(川西)     | 石黒村         | 福光町         | 南砺市         |  |
| 石黒郷 (石黒上郷)   | 中江             | 石黒村         | 福光町         | 南砺市         |  |
| 石黒郷 (石黒上郷)   | 法林寺           | 石黒村         | 福光町         | 南砺市         |  |
| 石黒郷 (石黒上郷)   | 福光町           | 福光町         | 福光町         | 南砺市         |  |
| 石黒郷 (石黒上郷)   | 福光新町         | 福光町         | 福光町         | 南砺市         |  |
| 石黒郷 (石黒上郷)   | 遊部             | 吉江村         | 福光町         | 南砺市         |  |
| 石黒郷 (石黒上郷)   | 開発             | 広瀬村         | 福光町         | 南砺市         |  |
| 石黒郷 (石黒上郷)   | 山本             | 広瀬村         | 福光町         | 南砺市         |  |
| 石黒郷 (石黒上郷)   | 坂本             | 広瀬村         | 福光町         | 南砺市         |  |
| 広瀬郷 (弘瀬郷)     | 竹内             | 広瀬村         | 福光町         | 南砺市         |  |
| 広瀬郷 (弘瀬郷)     | 天神             | 広瀬村         | 福光町         | 南砺市         |  |
| 広瀬郷 (弘瀬郷)     | 小山             | 広瀬村         | 福光町         | 南砺市         |  |
| 広瀬郷 (弘瀬郷)     | 小坂             | 広瀬舘村       | 福光町         | 南砺市         |  |
| 広瀬郷 (弘瀬郷)     | 舘               | 広瀬舘村       | 福光町         | 南砺市         |  |
| 広瀬郷 (弘瀬郷)     | 祖谷             | 広瀬舘村       | 福光町         | 南砺市         |  |
| 広瀬郷 (弘瀬郷)     | 高宮             | 吉江村         | 福光町         | 南砺市         |  |
| 広瀬郷 (弘瀬郷)     | 土生新           | 東太美村       | 福光町         | 南砺市         |  |
| 広瀬郷 (弘瀬郷)     | 殿               | 東太美村       | 福光町         | 南砺市         |  |
| 広瀬郷 (弘瀬郷)     | 小杉             | 北山田村       | 福光町         | 南砺市         |  |
| 広瀬郷 (弘瀬郷)     | 七曲             | 太美山村       | 福光町         | 南砺市         |  |
| 太美郷 (太海郷)     | 刀利             | 太美山村       | 福光町         | 南砺市         |  |
| 太美郷 (太海郷)     | 樋瀬戸           | 太美山村       | 福光町         | 南砺市         |  |
| 太美郷 (太海郷)     | 嫁兼             | 太美山村       | 福光町         | 南砺市         |  |
| 太美郷 (太海郷)     | 重安             | 太美山村       | 福光町         | 南砺市         |  |
| 太美郷 (太海郷)     | 田屋             | 太美山村       | 福光町         | 南砺市         |  |
| 太美郷 (太海郷)     | 舘               | 太美山村       | 福光町         | 南砺市         |  |
| 太美郷 (太海郷)     | 吉見             | 太美山村       | 福光町         | 南砺市         |  |
| 太美郷 (太海郷)     | 綱掛             | 太美山村       | 福光町         | 南砺市         |  |
| 太美郷 (太海郷)     | 立野脇           | 太美山村       | 福光町         | 南砺市         |  |
| 太美郷 (太海郷)     | 臼中             | 太美山村       | 福光町         | 南砺市         |  |
| 太美郷 (太海郷)     | 才川七           | 西太美村       | 福光町         | 南砺市         |  |
| 太美郷 (太海郷)     | 広谷             | 西太美村       | 福光町         | 南砺市         |  |
| 太美郷 (太海郷)     | 小二又糸谷       | 西太美村       | 福光町         | 南砺市         |  |
| 太美郷 (太海郷)     | 香城寺           | 西太美村       | 福光町         | 南砺市         |  |
| 太美郷 (太海郷)     | 小院瀬見         | 西太美村       | 福光町         | 南砺市         |  |
| 太美郷 (太海郷)     | 土生             | 東太美村       | 福光町         | 南砺市         |  |

## 石黒荘年表
- 1070年（延久2年）12月26日、円明寺（延久3年6月3日に円宗寺と改称）の落慶供養式が行われる（円明寺＝円宗寺の成立）
- 1078年（承暦2年）8月23日、白河天皇の意を受けた宣旨により、円宗寺の法会料所として石黒荘が成立
- 12世紀末、山田郷・弘瀬郷が仁和寺菩提院に、院林郷・太海郷が醍醐寺遍智院にそれぞれ伝領された
- 1182年（治承5年）8月、越中国留守所が藤原定直に「可為弘瀬村下使職」との下文を送る[注釈 3]
- 1182年（治承6年）2月、木曽義仲による藤原定直の弘瀬郷地頭職安堵[注釈 3]
- 1184年（寿永3年）1月、木曽義仲が敗死。4月、源頼朝が比企朝宗を北陸道における鎌倉殿勧農使に任名
- 1185年（文治元年）11月、頼朝が 諸国に守護・地頭を置く⇒比企朝宗が越中国地頭となる。
- 1186年（文治2年）6月16日、「右大将家（源頼朝）御教書」により山田郷地頭職が廃止される[注釈 3]
- 1191年（建久2年）6月、北陸道に守護を置かなくなる
- 1202年（建仁2年）定直、越中国守護大田朝季から「地頭沙汰」を安堵される[注釈 3]
- 1203年（建仁3年）7月4日、二代将軍源頼家は請文で山田郷地頭補任を否定する[注釈 4]。9月2日、比企の乱により比企氏滅亡す。定直は領家に起請文を書き、荘官（下司職）の地位を保つ[注釈 3]
- 1204年（元久元年）"定直、幕府から弘瀬郷 「地頭」と認められる。 山田郷地頭惟憲は仁和寺からの訴えで地頭職を停止される[注釈 3]
- 1205年（元久2年）"定直、御教書により公文職も安堵される。弘瀬郷預所弁継が執権交代を機に「定直が非法を働いた」と幕府に提訴。

正嘉元年関東下知状によると院林地頭職も停止"									
- 1206年（元久3年）幕府が「定直は先の起請文の通り領家の御命に従うべし」との御教書を出す。これに対し、定直は領家に詫び状を書いた[注釈 3]
- 1211年（建暦元年）太海・院林両郷の惣追捕使職に関する違乱を停止するよう源実朝より惣追捕使の院林二郎に御教書が下される[注釈 5]
- 1221年（承久3年）石黒三郎が院方につき敗れる					公文の政家が罷免される
- 1231年（寛喜3年）8月28日、成賢が譲状にて太海郷は賢実を、院林郷は成実を、それぞれ預所とするよう定める[注釈 6]
- 1248年（宝治2年）弘瀬郷預所重禅と地頭藤原氏との相論が発生。7月に下知状（裁許状）を受けた上で、11月に内検帳が作成された[注釈 7]
- 1250年（建長2年）弘瀬郷3代目地頭定朝の地位が確定。
- 1257年（正嘉元年）8月22日、院林郷で領家の任命した雑掌右衛門尉家時と地頭小野沢実綱・同実重・同盛実らの争いを幕府が裁決し、3名の地頭職が停止される[注釈 8]
- 1261年（弘長元年）弘瀬郷預所幸円と地頭定朝らとの相論が発生。弘瀬郷雑掌と地頭の処務相論が裁決され、関東下知状が下る[注釈 3]
- 1262年（弘長2年）上記の下知状を「弘長二年関東下知状」として再交付[注釈 3]
- 1271年（文永8年）3月、安東蓮聖が山門の悪僧尋らとともに近江国堅田浦で山田郷年貢の運上船を点定（差し押さえ）した[注釈 9]
- 1278年（弘安元年）弘瀬郷の領家と東方 高宮村・西方の各地頭との和与が成立[注釈 10][注釈 11]
- 1283年（弘安6年）仁和寺菩提院僧正了遍が山田・弘瀬両郷を禅助法印に譲渡[注釈 12]
- 1286年（弘安9年）11月5日、鷹司基忠の要請を受け伊勢神宮造営所が直海郷の外宮役夫工米の催促を停止するよう越中国大使に命令。[注釈 13]
- 1289年（正応2年）弘瀬郷西方雑掌了覚と地頭定景との相論が発生。 「関東下知状」下る。[注釈 14]
- 1290年（正応3年）3月3日、醍醐寺が「越中両郷里（院林・太海郷）」は「不慮得替」したものであると記録[注釈 15]
- 1291年（正応4年）8月27日、太海・院林を偏智院に管領させるよう後宇多天皇の隠宣が下る[注釈 16]
- 1308年（延慶元年）11月、将軍頼経の関東下知状により、太海院林郷地頭左衛門尉法師阿吽が地頭職に[注釈 17]
- 1311年（延慶4年）2月17日、弘瀬郷雑掌と竹内地頭定継との相論が発生し、 和与が成立。[注釈 18][注釈 19]
- 1333年（元弘3年）建武の新政始まる。遍智院門跡を聖尊法親王に安堵し[注釈 20]、院林了法は地頭職を召し上げられる。

山本村の年貢相論につき雑掌と地頭が和与する
- 1336年（建武3年）室町幕府成立：醍醐寺座主賢俊に三宝院領荘園の保護を約束、同年9月に院林了法の院林・太海両郷の知行安堵[注釈 22]

4月、丹後国夜久野の合戦に参加。6月、山門無動寺の合戦では院林又六郎光利が戦死"									
- 1337年（建武4年）三宝院方の青柳二郎・今村十郎らの妨害を受けるも、守護吉見頼隆の使節沼田家秀らの援助を得て院林了法が院林郷へ復帰
- 1340年（暦応3年）軍忠状下る		3月、三方院文書
- 1341年（暦応4年）後村上天皇臨時により大光寺地頭職が勲功として侍従房弁祐に与えられる
- 1344年（康永3年）幕府は御教書により三方院の地頭職乱暴をやめさせようとするが、忠常は三方院の言い分を肯定し幕命に逆らう
- 1346年（貞和2年）普門俊清の桃井忠常への降伏、桃井氏による越中支配の確立。院林了法は院林に入ろうとするものの、雑掌の抗議を受け争論が起こる。
- 1347年（貞和3年）普門俊清の再蜂起。8月、院林了法が争論に敗訴する。
- 1349年（貞和5年）大徳寺領荘園に挙げられる
- 1350年（観応元年）9月21日、桃井直和より佐々木道誉への書状。院林了法に足利義詮に属して敵衆を討つよう命じられる。
- 1351年（観応2年）観応の擾乱勃発、足利尊氏により井上俊清の越中守護再起用
- 1354年（文和3年）桃井忠常の第二次入京
- 1355年（文和4年）下知が三宝院の代官に交付される⇒院林郷を巡る争論は史料上に見えなくなる。
- 1358年（延文3年）細川頼和を越中守護に
- 1366年（貞治5年）貞治の変
- 1368年（応安元年）斯波義将、越中守護となる/2月、桃井直常、越中国に逃げ下る⇒桃井直和の守護罷免か
- 1369年（応安2年）9月20日、後光厳天皇綸旨により、石黒荘内院林郷及び上郷が円宗寺法華堂禅衆の沙汰とされる[注釈 23]
- 1370年（応安3年）9月10日、後光厳天皇綸旨により、院林郷の去年9月20日の円宗寺法華堂禅衆への綸旨が召返される[注釈 24]
- 1372年（応安5年）5月18日、僧定俊等が院林郷役円宗寺法華堂寺用米代銭10貫文を請負う[注釈 25]
- 1377年（永和3年）広瀬信定の弘瀬郷所務職を請け負う→斯波方の小矢部川流域における軍事的優勢確立の反映[注釈 26]
- 1379年（康暦元年）斯波義将が細川頼之を追放、南北朝争乱の軍事的鎮静化、越中の再編開始（＝室町時代の始まり）
- 1380年（康暦2年）10月22日、日野資康が円宗寺領石黒荘内山田郷の年貢170貫文を50年契約で請負う[注釈 27]
- 1384年（至徳元年）2月28日、日野時光猶子の綽如が息子巧如に譲状を与える（久保はこの時越中下向を提唱）
- 1389年（康応元年）7月24日、綽如による第二階譲状（通説ではこの時越中下向）
- 1390年（明徳元年）8月、沙門堯雲名義勧進状による阿弥陀堂造粒⇒瑞泉寺創建[注釈 28]
- 1392年（明徳3年）南北朝の合一
- 1421年（応永28年）12月11日、仁和寺と小野道阿（時宗か）が弘瀬郷の年貢の徴収・納入の請負契約
- 1454年（享徳3年）直海郷の代官職を三宅新左衛門尉（守護畠山氏の被官か）が所望
- 1462年（寛正3年）僧清承が鷹司家領直海・大光寺郷を再興、30貫文を醍醐寺清涼堂に寄進[注釈 29]

- 1467年（応仁元年）鷹司家は直海・大光寺郷をあてて30貫文を三上景光から借りる[注釈 31]
- 1470年（文明2年）3月、仁和寺と小二宮家の人間が弘瀬郷の年貢60貫文で徴収・納入の請負契約を行う[注釈 32][注釈 33]
- 1481年（文明13年）三上景光は直海・大光寺郷歳入の5分の1を幕府に納入して債務の保証を求めている

7月25日、佐竹式部丞勝家が小笠原備前守に文明11年の石黒上中両郷の歳入（200貫文）の5分の1（40貫文）を納入することで徳政令から債権を守ろうとする
- 1506年（永正3年）6月、仁和寺菩提院が広瀬（弘瀬）郷の還付を越中一向一揆に申請する
- 1537年（天文6年）4月、井口美濃が越中入国（大光寺郷が目的か）を図るも9代実如の三十三回忌仏事を理由に瑞泉寺より拒否[注釈 35]

6月16日-20日、実如が醍醐寺三方院による太海郷返還の依頼を拒否
- 1537年（天文6年）6月、醍醐寺三方院が太海郷において洲崎氏が押領を行っていることを訴え、返還を本願寺に要求
- 1537年（天文6年）醍醐寺三宝院が院林郷について、仁和寺が弘瀬郷について、それぞれ瑞泉寺・勝興寺が公用を妨害しているため便宜を図ってもらいたいと本願寺に要請
- 1540年（天文9年）4月3日、醍醐寺三宝院より院林の公用について便宜を図ってもらいたいとの要請[注釈 37]。4月22日、仁和寺より"	[注釈 38]